# Iszlám
Az iszlám (arabul الإسلام al-islām, al-iszlám kiejtéseⓘ) az ősi arab politeizmussal, a zsidó vallással és a kereszténységgel közös tőről fakadó ábrahámi, monoteista vallás, melynek hívei a Koránt Isten szavának, Mohamedet pedig az utolsó és fő prófétának, a „próféták pecsétjének” tartják. E világvallás hívőit muszlimoknak vagy muzulmánoknak nevezzük. (A régebbi, mohamedán kifejezést a muzulmánok nem szeretik, mert szerintük az Mohamed istenként való tiszteletére utal – hamisan.) A muszlimok az iszlámot az első, az egyetlen igaz, szellemileg a világ keletkezése óta létező vallásnak tekintik.
A Föld nagy világvallásainak egyike. Alapjául azon, Isten (arabul Allah) szavának tekintett kinyilatkoztatások szolgálnak, amelyeket a Mohamed prófétaként ismert Muhammad ibn Abdalláh ibn Abd al-Muttalib adott át a 7. század első harmadának végén Hidzsázban a követőinek, és amelyeket halála után két évtizeddel a Koránban gyűjtöttek össze követői.
A kereszténység után, 1,9 milliárd követőjével (ez a Föld népességének egynegyede) a világ második legnagyobb vallása. Fő elterjedési területei Észak-Afrika, a Közel-Kelet, Közép-Ázsia, Malajzia, valamint a legnépesebb muszlim ország, Indonézia.
Az iszlám túlmutat a dogmák és vallásgyakorlatok összességén, civilizációnak is tekinthető: híveit Mauritániától Indonéziáig közös kultúra, közös hagyományok és az egyazon, vallást, erkölcsöt, jogot és mindennapi életet szabályozó jogrendnek (saría) való engedelmeskedés köti össze. Mindehhez egészen a modern időkig a vallási és tudományos életben az arab nyelv mint közvetítőnyelv általános használata társult.
Az iszlám égisze alatt a középkorban és az újkor hajnalán számos virágzó és fejlett államalakulat jött létre, melyek közül kiemelkedett az Omajjád, az Abbászida, a Córdobai és a Fátimida Kalifátus, valamint az Ajjúbida, a Mameluk, az Oszmán, a Mogul és a Szafavida Birodalom. Az iszlám civilizáció központjai, úgymint Kairó, Bagdad, Damaszkusz, Córdoba vagy Isztambul a maguk fénykorában a világ legnagyobb városai közé tartoztak, s a modern és szervezett nagyvárosi kultúra úttörői voltak.

## Etimológia
Az arab nyelvben az iszlám szó az SZ–L–M szógyök IV. igetörzsbeli maszdarja. A szó alapvető jelentése: „Isten akaratának való alávetés” vagy „Isten akaratában való megbékélés, megnyugvás”. Az iszlám szó a muszlim világ nyelveiben csakis főnévi jelentéssel rendelkezik, de a magyar nyelvben terjedőben van melléknévi értelmű használata is (például iszlám világ).
A muszlim szó szintén az SZ–L–M szógyök IV. igetörzsbeli alakjai közé tartozik. Aktív particípium, jelentése: „önmagát Isten akaratának alávető”, „Isten akaratában megbékélő”. Ennek perzsa és török közvetítéssel magyar nyelvbe eljutott változata, az egyébként eredetileg többesszámú alak, a muzulmán. A média hatására a legfeljebb arab nyelvjárási vagy nem arab közegben használt moszlem, moszlim, sőt a teljesen helytelen mozlem alak is terjedőben van.
Az elterjedt „mohamedánizmus” vagy „mohamedán” elnevezés, amelyet gyakran használnak az iszlámra és a muszlimokra, helytelen és félrevezető, emellett ezek az elnevezések sértik az iszlám hívőit, hiszen a muszlimok nem imádják Mohamedet, sem más teremtett lényt. Hitük szerint csakis Istent – Allahot, azaz az "Egyistent" – lehet imádni. Az Istenben való hit az iszlám vallás alaptétele, hiszen Allah egyedüliségében és mindenhatóságában hisznek, és egyedül Isten az, akit áhítatosan imádni és szolgálni kell, és csak hozzá lehet segítségért és bűnbocsánatért fordulni, bármilyen közbenjáró vagy közvetítő nélkül. „Allah az egyetlen; Allah az örökkévaló; Nem nemzett és nem nemzetett; És senki nem fogható hozzá.” (Korán 112:1-4) Muszlim az, aki „aláveti magát”, átadja magát Istennek, vagyis az iszlám híve.

## Önmeghatározás
Az iszlám kezdettől fogva úgy tekint önmagára mint a judaizmus és a kereszténység közvetlen és utolsó utódjára, azaz a három vallás által imádott egyazon Isten legújabb és egyben legutolsó, hamisítatlan kinyilatkoztatásainak birtokosára. Ennek megfelelően a Korán Ábrahámot (Ibráhím), Mózest (Múszá) és Jézust (Íszá) egyaránt prófétának ismeri el, és Mohamedet tekinti a „próféták pecsétjének”, azaz az utolsó, kinyilatkoztatásban részesülő prófétának. A zsidókat, a keresztényeket – és sajátos módon a zoroasztriánusokat – ennek megfelelően „könyv népének” tartják, ezért a hódítások kora óta a muszlim közösség (umma) védelmét (dzimma) élvezik. A dzimma lényege, hogy az adott hit követői életben maradhatnak pénz, illetve földadó ellenében. A „könyv népei” teljes alávetettségben élnek. Jogilag nem egyenlők a muszlimokkal, jelképeiket nyilvánosan nem használhatják, és nem téríthetnek, fejvesztés terhe mellett.

## Az iszlám forrásai

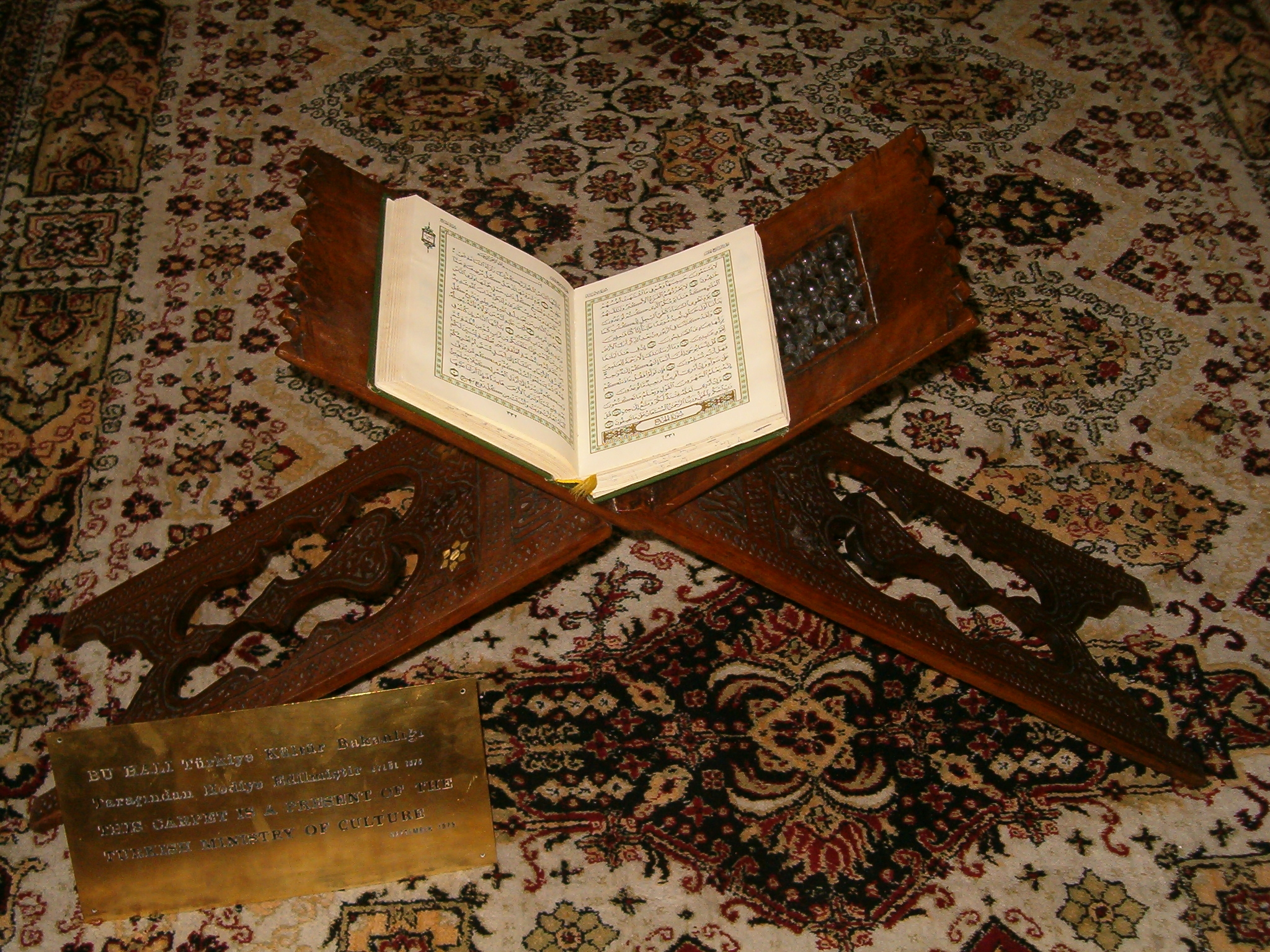
A Korán. Eredeti szövege (umm al-kitáb: az írás anyja) a muszlimok szerint az idők kezdete óta fel volt jegyezve a mennyben, a Mohamed prófétának kinyilatkoztatott Korán ezzel szóról szóra megegyezik. A muszlim vallástudósok sokáig vitáztak azon, hogy éppen ezért a klasszikus arabról lefordítható-e bármilyen más nyelvre

Az iszlám két forrásból vezeti le tanításait:
- Korán: A Korán az iszlám elsődleges és legfontosabb forrása. A muszlimok szerint Isten által kinyilatkoztatott mű, és Isten szavait tartalmazza. Bár az iszlám az Isten által leküldött többi könyvet is elismeri (Tóra, Biblia), egyedül a Koránt tartja romlatlan, változatlan formában megmaradtnak. A Korán kizárólag a Mohameden keresztül kinyilatkoztatott szövegeket tartalmazza, más prófétákra és kinyilatkoztatásokra csak ezen keresztül utal. A Korán szövegét tekintve az iszlám különböző irányzatai között nincs különbség, valamennyiük ugyanazt a 7. század közepén Mohamed kortársai által a próféta szavaiból összeállított szöveget fogadja el Koránként.
- Szunna: A szunna az iszlám szunnita ágában Mohamed próféta és társai cselekedeteinek, tanításainak összességét jelenti. A síita irányzatban a szunna kibővül az imámok tanításaival és cselekedeteivel is.

A szunnát az iszlám legtöbb irányzata mint isteni útmutatást kezeli, és az iszlám vallásjog, vallásgyakorlat és teológia autentikus forrásának tekinti. (Az ún. koranita irányzat elutasítja a szunnát, és kizárólag a Koránt tekinti a vallás forrásának.)
Mivel a Korán legfeljebb utalásszerűen tesz említést Mohamed életére, a szunna a Korán utalásain kívül elsősorban a Mohamed életére vonatkozó hagyományokra, az ún. hadíszokra épül. A hadíszok Mohamed és bizalmas körének mondásai, szólásai és tettei, amelyek útmutatóul szolgálnak azokra a jogi esetekre, amelyek a Koránban nincsenek szabályozva. Az egyes irányzatok között, sőt esetenként az irányzatokon belül is, a különböző hadíszok hitelességének kérdésében komoly különbségek vannak a síita és szunnita irányzat kölcsönösen elutasítja a másik irányzat által hitelesnek tartott hadíszok többségét, ennek ellenére számtalan olyan hadísz létezik, amely a síitáknál és a szunnitáknál megegyezik, csupán az azt hitelesítő tekintélyek különböznek.

## Története

### Kialakulása

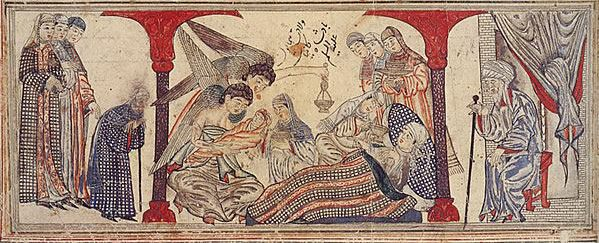
Mohamed próféta születése. Miniatúra Rasíd ad-Dín: Dzsámi at-Taváríh (Krónikák gyűjteménye, vagy ismertebb nevén Egyetemes történelem, Világtörténelem) 1307-ben Tebrizben kiadott munkájából

Az iszlám kialakulása az Arab-félszigeten ment végbe a 7. század elején, pogány, de ugyanakkor keresztény, zsidó és zoroasztriánus hatásoknak egyaránt kitett közegben. Akkoriban, már mintegy fél évszázada Mekka városa ellenőrizte a Tömjénúton folyó, hatalmas hasznot hajtó karavánkereskedelmét, ami a hagyományos arab eszményektől való eltávolodást és szociális elégedetlenséget szült. Ennek élére a várost vezető Kurajs-törzs egy szegényebb ága, a Hásim-klán egyik tagja, az aszketikus hajlamú Muhammad ibn Abdalláh állt, aki a hagyomány szerint 610 körül kapta az első isteni kinyilatkoztatást Gábriel arkangyaltól (arabul Dzsibríl vagy Dzsibráíl). A befolyásos mekkai körök rossz szemmel nézték Mohamed tevékenységét, aki az egyistenhitet terjesztette az akkori többistenhittel szemben, ám bojkottjuk ellenére politikailag befolyásos nagybátyja, Abu Tálib kiállt mellette, és védelmezte egészen 619-ben bekövetkezett haláláig.
Ekkortól kezdve azonban Mohamed mind nagyobb fenyegetésnek, támadásoknak volt kitéve, ezért külső pártfogókat keresett, míg végül Jaszrib (a későbbi Medina) egymással sok véres harcot vívó törzsei fel nem kérték döntőbírájuknak. Mohamed – akit az iszlámban elsősorban inkább Isten küldöttjének (raszúl Alláh) neveznek, mint prófétának (nabi) – így 622-ben titokban áttelepült a városba (ez az ún. hidzsra, amelynek időpontját később az iszlám időszámítás kezdőpontjává tették).
Mohamed és hívei, már csak megélhetési okokból is, kénytelenek voltak a mekkaiak karavánjait fosztogatni, amiből valóságos háború alakult ki. Az összecsapások során a buzgón vallásos muszlimok győzelmeket arattak, kisebb vereségeik pedig nem törték meg őket. Ennek köszönhetően számos medinai és beduin is csatlakozott Mohamedhez, amivel az iszlám (jórészt formális) felvétele is együtt járt. Ellenfelük növekvő erejét látva a mekkaiak végül beleegyeztek, hogy Mohamed és hívei elzarándokolhassanak a városban levő, pogányok által is használt, kocka alakú szentélyhez (al-Kaaba, azaz a Kába), amelyet Mohamed szerint maga Ábrahám emelt azon a helyen, ahol Isten próbára tette őt azzal, hogy megkérte: áldozza fel neki fiát, Iszmáílt. A zarándoklattal egyidejűleg a muszlimok jóformán vértelenül vették be Mekkát 629-ben, az Arab-félsziget legerősebb hatalmi központját. Az eset a nomád törzsek tömegeinek és a jemeni perzsa tartománynak Mohamedhez való csatlakozását eredményezte. A félsziget így a Próféta kezébe került, aki Medinában rendezte be fővárosát.

### Az iszlám elterjedése

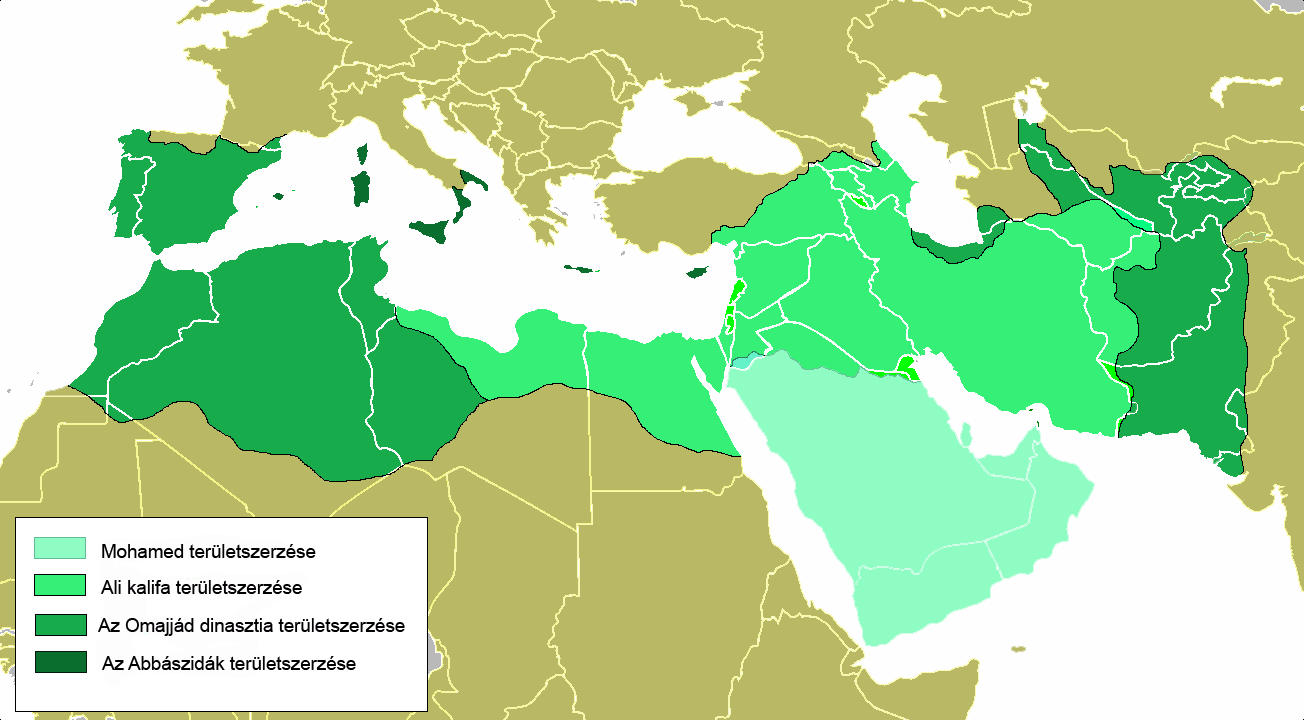
Az iszlám hódítások első, 7–8. századi szakasza

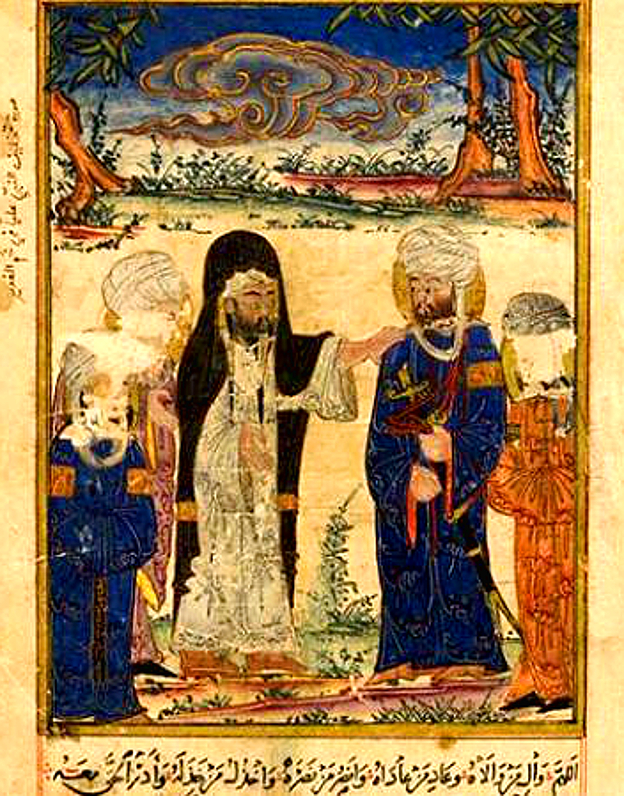
Mohamed próféta Ali Kalifát jelöli ki örököséül a Gadir Hummnál. Illusztráció al-Bírúní időszámításokról szóló művéből, 1307-1309. Valójában Mohamed soha nem jelölte ki utódját

A hagyomány szerint már Mohamed felszólította a kortárs uralkodókat az iszlámhoz való csatlakozásra, bár erről egy korabeli, nem muszlim forrás sem szól. Mindenesetre az bizonyosnak tűnik, hogy 630-ban az északi Tabúk felé indult muszlim portya. Mohamed halálakor a közösség kettős kihívás elé került: a próféta nem rendelkezett életműve folytatásáról, a beduinok zöme pedig felbontottnak tekintette a korábban kötött, adókkal és egyéb kellemetlen kötöttségekkel járó, a háborúk végeztével hasznot nem hajtó szövetséget, és fellázadtak (ez az ún. ridda). A Próféta társai (szahába) a közösség elerodálódását megakadályozandó gyorsan megválasztották „Isten küldöttjének helyettesét” (halífat raszúl Alláh, azaz kalifa) Abu Bakr személyében, és az „Isten kardjának” nevezett Hálid ibn al-Valíd leverte a lázadó törzseket. A közösség összetartásának azonban az volt az igazi eszköze, hogy a nem éppen vallásos híveket is érdekeltté tették az iszlámhoz való csatlakozásban. Ez vezetett a nagy hódításokhoz.
A korábban példátlan módon egyesült arab seregek lerohanták és legyőzték a kor leghatalmasabb államait, az egymás elleni háborúskodásban kimerült Bizáncot és Perzsiát – ez utóbbi össze is omlott az invázió súlya alatt. A hódítás lendülete – a belháborúk idején megakadásokkal – a 8. századig tartott, amikorra muszlim (de mind kevésbé csupán arab) kézbe került egész Észak-Afrika, az Ibériai-félsziget nagy része, Szíria, Délkelet-Anatólia, illetve Irán vidéke és Transzoxánia. Az Ibériai-félszigetet 711-ben foglalták el az arabok, legyőzve a nyugati gótokat. Előrenyomulásukat Európában csak Martell Károly frank majordomus tudta megállítani a poitiers-i csatában, 732-ben, egý időre gátat szabva ezzel az iszlám terjeszkedésének is.
A további terjeszkedés lassabb folyamat volt: Anatólia zömét a szeldzsuk törökök hajtották uralmuk alá a 11. század végén, a Balkánra pedig az Oszmán Birodalommal érkezett a 14. századtól kezdve. A kelet-európai pusztán a 13. században létrejött Arany Horda és a 18. század végéig fennmaradó utódállamai alkottak muszlim államiságot, de vallásuknak nem sok nyoma maradt a térségben. India felé a 10. század végén az afganisztáni Gaznavidák, majd a Gúridák kezdték elterjeszteni az iszlámot birodalomépítésükkel párhuzamosan, ez utóbbiaktól szakadt el Észak-Indiában a Delhi Szultanátus a 13. század legelején. Az indiai muszlim uralom a 16. században a félsziget nagyját ellenőrző Mogul Birodalomban teljesedett ki. A maláj és indonéz térségbe – hasonlóan Fekete-Afrikához – kereskedők vitték az iszlámot, és csak a 16. század végére vált a térség domináns vallásává.

## Hit
Az iszlám a vallással kapcsolatban két alapfogalmat különböztet meg, a hitet (إيمان, ímán) és a vallásgyakorlatot (دين, dín).

### Az iszlám hit hat alaptétele

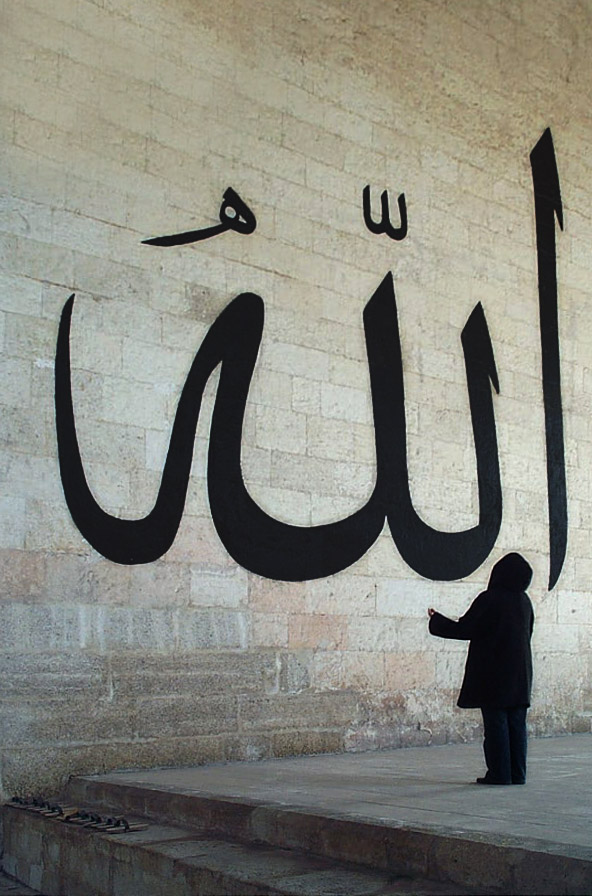
Isten nevének kalligráfiája a drinápolyi régi dzsámi falán. Isten nevének írásképe önmagában is a vallásos áhítat tárgya

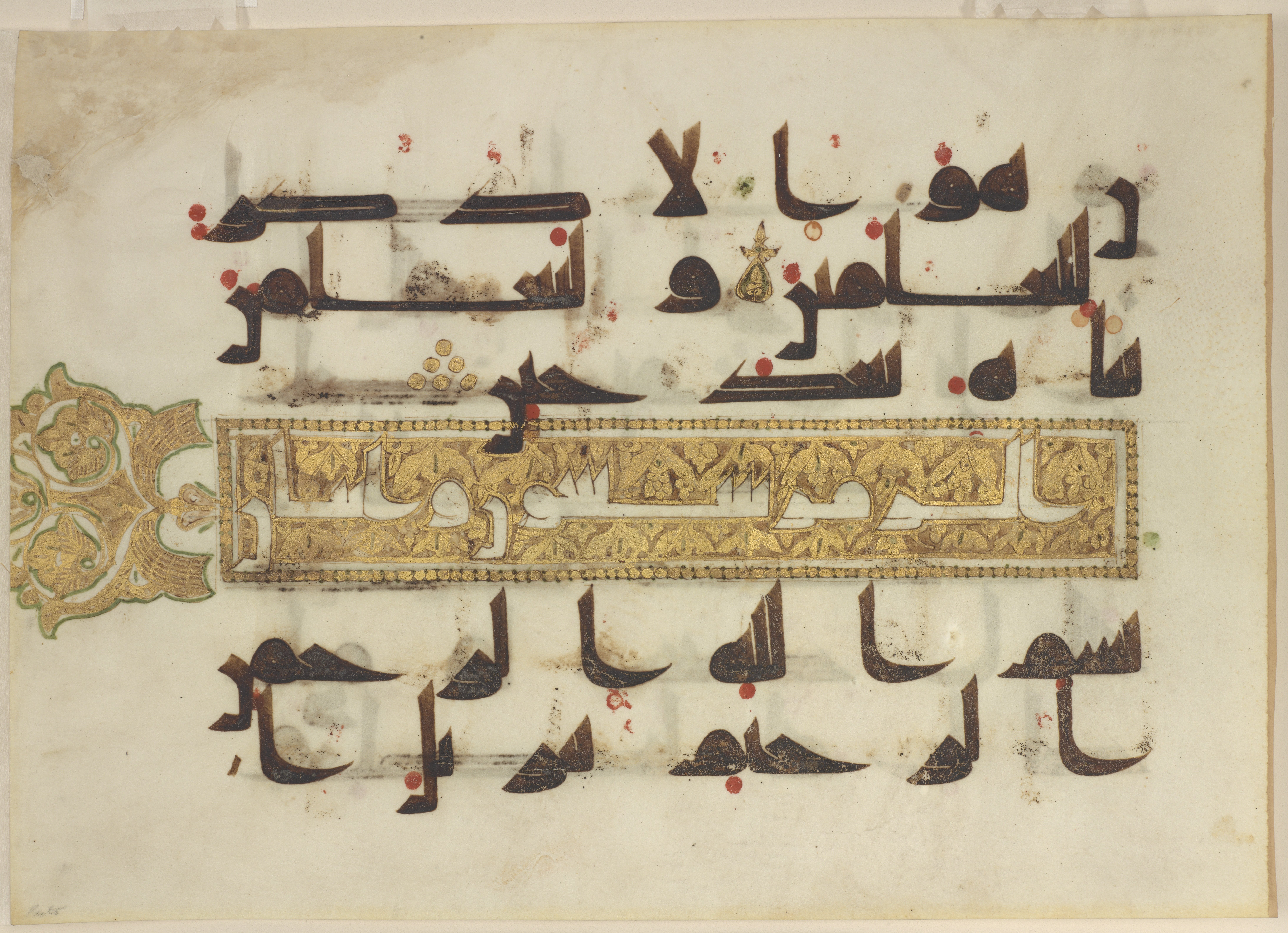
Egy lap a Koránból. 38. szúra, 87–88. verse (ája), „Intés ez csupán a teremtményeknek. És bizony, egy idő után megtudjátok, hogy miről is szól!” és a 39 szúra 1. verse „Az írást Allah, a Büszke és a Bölcs küldte le” (8–9. század, Közel-Kelet vagy Észak-Afrika)

Az iszlám teológiája mítoszokban és mesékben gyökerezik, istene az egész világ felett álló korlátlan úr, akit angyalok sokasága támogat világkormányzó munkájában, aki tetszése szerint szabja meg az emberek sorsát. Haláluk után mennyország vagy pokol vár reájuk. Erősen hangsúlyozza az eleve elrendelés tanát, és az ebből eredő fatalisztikus hit az iszlám egyik jellegzetessége.
Minden muszlim, irányzattól függetlenül, hisz az alábbi hat alaptételben:
- Egyistenhit (tauhíd)

Az iszlám központi gondolata Isten egysége és egyedülvalósága. Teológiai rendszerében szigorú monoteizmust valósít meg. A „társítást” (sirk), azaz Isten mellé társat – más istenséget, avagy embert állítani – a legkomolyabb bűnnek tartja. Hit és iszlám egyet jelentenek. Az iszlám előírásai szerint minden hittételben kivétel nélkül hinni kell, az azonban nem okvetlen szükséges, hogy az ember mindegyiket egyenként is ismerje. Ha valaki főbenjáró bűnt követett is el, azért muszlim marad, amíg bűnét megengedettnek nem tekintik. Isten minden bűnt megbocsát, csak a hitetlenséget nem. A legzsarnokabb uralkodó ellen sem szabad kardot rántani. A halottak lelkének hasznára válik, ha Koránt olvastatnak értük.
Az Istennek való feltétlen alávetettségből következik, hogy csak Őt szabad imádni, aki egyedülvaló, és társai nincsenek. Nincs (meghatározható) lakhelye, láthatatlan és öröktől fogva létezik, se alakja, se színe, se részei nincsenek. Élet és tudás teljének a birtokában van, mindenható és mindent látó. Semmi sem történik az akarata nélkül, és hogy a bűn és a rosszaság mégis hogyan lehetséges, azt az ember fel sem foghatja. Isten mindenható, mindenhatósága létével egy. Isten hét tulajdonsága (élet, tudás, hallás, látás, akarat, mindenhatóság és beszéd) öröktől léteznek és Isten lényegéhez tartoznak. Isten teremtett és teremt minden cselekedetet, tudást és minden érzést. „Nem az evés csillapítja az éhséget, hanem Isten”.
Az iszlám istenképét legtömörebben a Korán 112. verse (szúra) fogalmazza meg:
Az Allah szó etimológiailag az arab iláh (istenség, isten) szóból származik. Az iláh kifejezéshez határozott névelő csatlakozik. Így az Allah szó konkrét jelentése „az Isten”. A szó távolabbról a sémi lh – Istent, istenséget jelölő szógyökből ered. (lásd még a héber Eloah, az arámi Elah vagy a szír Alaha szavak)

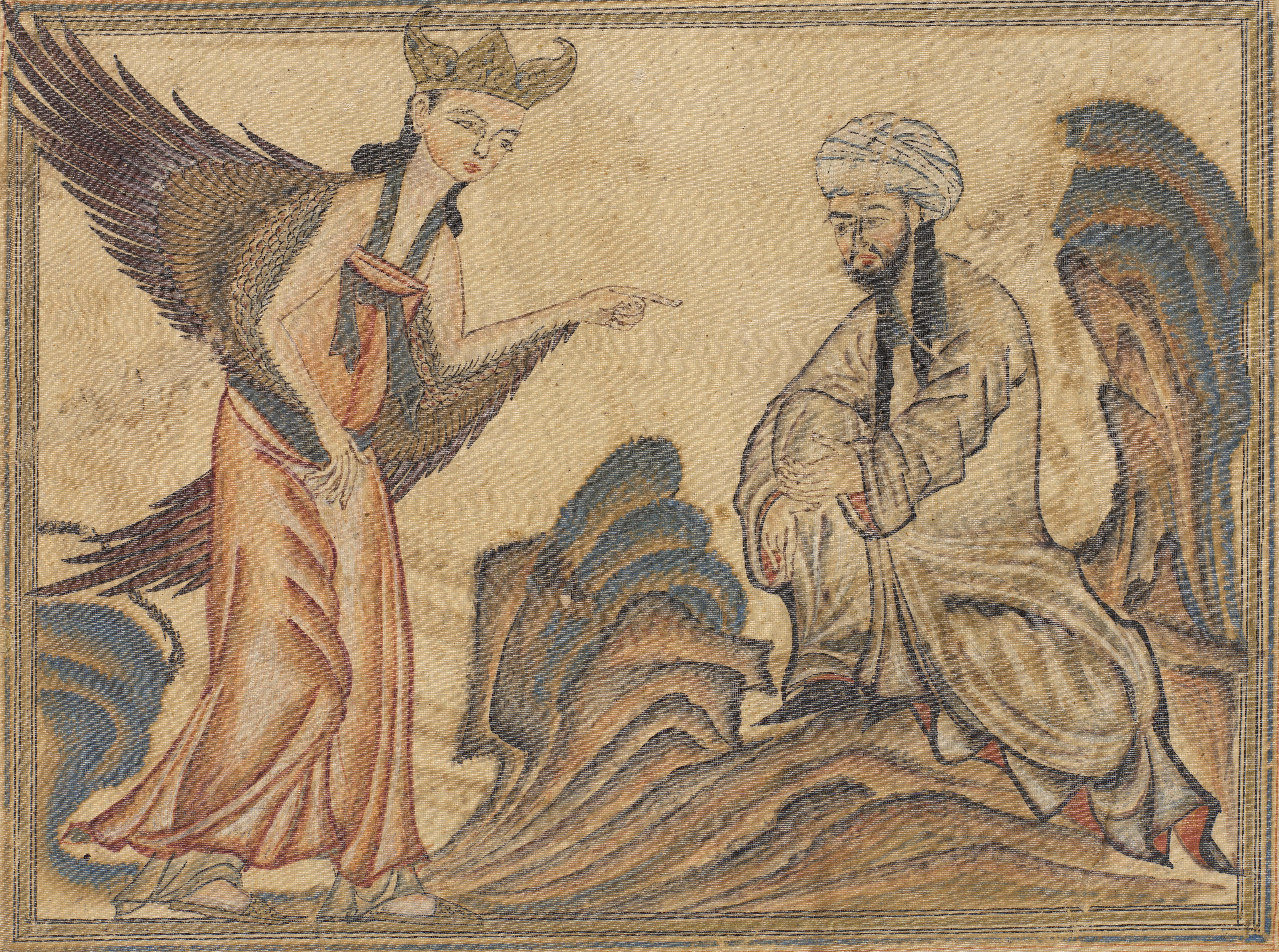
Gábriel arkangyal lediktálja a Koránt Mohamednek. 14. századi perzsa miniatúra

- Próféták és szentek (nabi, tbsz. anbija)

Az iszlám rendszerében Allah kinyilatkoztatásait próféták vagy küldöttek közvetítették az emberek felé. Az iszlám tanítása szerint Allah elküldte a prófétáit az emberek közé, hogy „intők legyenek a Végső Naptól”. Az ortodox szunnita felfogás szerint a prófétákon kívül nincsenek szent emberek, kivéve a mahdit, az első négy kalifa, Abu Bakr, Omár, Oszmán és Ali tulajdonképpen csak helyesen vezetettek (ők ugyanis a Próféta közvetlen társai voltak, és a szunna az ő hagyományaikat is tartalmazza a próféta hagyománya mellett). A síiták álláspontja ezzel szemben az, hogy szentek az imámok (Ali, Haszan, Huszajn és a leszármazottaik) is. Szerintük a híres mártírok és hitvallók, csodatévő és jámbor remeték olyan szent személyek, akiknek közbenjárását kérhetik istennél, de imádkozni hozzájuk nem szabad. A szenteknek alacsonyabb rangjuk van mint a prófétáknak. A szunnitáknak nem szent hely a helyesen vezetett kalifák sírja sem, azonban a Próféta sírját már „szent helynek” tekintik. Gazdag kultusza alakult ki az ereklyetiszteletnek is.
A prófétákat az iszlám egyenrangúnak tekinti. A próféták sorában az első Ádám, akit Iblísz (ördög) kivételével az angyalok imádtak. Mohamed a legutolsó próféta, a próféták „pecsétje”. Bár az iszlám szerint Isten minden néphez küldött prófétát (egy hadísz szerint számuk 124 000), a Korán összesen huszonöt prófétát említ név szerint:
Ádam (Ádám), Idrísz (Énok), Núh (Noé), Húd (Heber?), Szálih (Salih), Ibráhím (Ábrahám), Ajjúb (Jób), Lút (Lót), Iszmáíl (Izmael), Iszhák (Izsák), Jaakúb (Jákob), Júszuf (József), Suajb (Jethro?), Múszá (Mózes), Hárún (Áron), Dávúd (Dávid), Szulajmán (Salamon), Iljász (Éliás), Dzú l-Kifl (Ezékiel?), al-Jasza (Illés), Júnusz (Jónás), Zakarijja (Zakariás), Jahjá (Keresztelő János), Íszá (Jézus), Mohamed.
A muszlimok hite szerint Mohamed a legjobb ember, népe a legjobb nép. Az előtte való próféták mind csak egy néphez küldettek. Mohamed küldetése az egész világnak, úgy az embereknek, mint a démonoknak szól. Mohamed sok csodát tett: megrepesztette a Holdat, vizet fakasztott; állatok, fák és kövek üdvözölték prófétaként. Az az utazása, amelyet egy éjszaka tett Jeruzsálembe és a mennyországba (mirádzs) nem mese, hanem tény. A Próféta legnagyobb csodája a Korán.
A hitnek ez a tétele tehát csak a prófétákban és szentekben való hit megvallására szorítkozik, nem tesz kitételt arra, hogy ezeket imádni, vagy tisztelni kell. A különböző irányzatok, sőt irányzatokon belül is a vallásjogi iskolák eltérő gyakorlattal és toleranciával viseltetnek ebben a kérdésben. Az iszlám – eretnekség közötti határvonalat kétségkívül súrolja, ha nevezetes személyeket imádnak hívők, vagy felekezetek, de amíg Mohamed után nem állítanak új prófétát, vagy személyeket nem ruháznak fel isteni attribútumokkal, addig az iszlám közösség tagjai maradnak. „A vallás hitvallás és cselekvés; gyarapodhat és fogyatkozhat”.
- Kinyilatkoztatott könyvek

Az iszlám szerint Isten beszél. Egyes prófétákon keresztül szent könyveket nyilatkoztatott ki. A Koránban név szerint szerepel a Taura (Tóra), a Zabúr (Zsoltárok) és az Indzsíl (Evangélium) mint Allah által leküldött könyvek. Mindazonáltal az iszlám teológia szerint ezek a könyvek időközben eltorzultak, egyes részeik elvesztek, illetve más részeket toldottak hozzájuk. Ilyen módon egyedül a Korán tekinthető hiteles, eredeti formában rendelkezésre álló kinyilatkoztatásnak. A Koránt Mohamednek adta Isten, részenként, 23 éven át. A törvényt Mózesnek, az evangéliumot Jézusnak, a zsoltárokat Dávidnak, más könyveket más prófétáknak nyilatkoztatott ki. Számuk 104. A legnagyobb köztük a Korán, mely a többit érvénytelenné tette, a Korán azonban soha érvényét el nem veszti. A Korán Isten igéje, mint ilyen nem teremtetett, hanem öröktől fogva van.
- Angyalok és dzsinnek

Az iszlám tanítása szerint el kell ismerni, hogy Istennek angyalok állnak rendelkezésére, akik végrehajtják akaratát és mindenben engedelmeskednek neki. Az angyaloknak különböző osztályaik vannak, Gábriel külön erőkkel van felruházva. Az iszlám rendszerében az angyalok szabad akarattal nem rendelkeznek kizárólag Istent szolgáló lények. Az iszlám teológia fontos szereplője Dzsibríl (Gábriel), akin keresztül Isten közölte a prófétákkal a kinyilatkoztatást. Következően a szabad akarat hiányából, az iszlám nem ismeri a „bukott angyal” fogalmát. A Koránban az Ádámot megkísértő gonosz Iblísz nem angyal, hanem dzsinn. A dzsinnek az iszlám rendszerében tűzből teremtett lények, de ellentétben az angyalokkal, rendelkeznek szabad akarattal, így van közöttük jó és rossz is. Tevékenységükkel segíthetik az embereket jó avagy rossz útra lépni. Az iszlámban szerepel a sajtán (sátán) – kísértő kifejezés is, ami elsősorban Iblíszt és leszármazottait jelenti, de emellett jelenthet bármilyen embert vagy dzsinnt, aki „gonosz dolgokat sugalmaz” másoknak. Iblísznek sok utóda van, akik belopóznak az emberbe. Iblísz csak a feltámadásig él.
- Végső Nap („az Óra”, az „Ítélet Napja”)

Az iszlámban központi helyet foglal el a Végső Nap, amelyen Allah minden ember felett Ítéletet mond. A halott hitét halála után Munkar és Nakír angyalok megvizsgálják. A döntés értelmében a jók a Kertekbe (Dzsanna), a rosszak pedig a Tűzbe (Nár) jutnak. E fogalmak megfeleltethetők a keresztény és zsidó vallás Paradicsom- és Pokol-fogalmainak. Az ítélet alapja a Korán szerint kizárólag az egyes ember hite és a cselekedetei, illetve Allah könyörületessége, ebből következően az iszlám elutasítja a megváltás fogalmát is. Létezik a túlvilág. Az utolsó ítélet előjele a daddzsál (Antikrisztus) és a mahdí fellépése, valamint Jézus visszatérése. Minden élőlény meghal, a hegyek elmozdulnak a helyükről, minden ember feltámad, hogy elvegye jutalmát a mennyországban vagy büntetését a pokolban. Akinek csak egy parányi hite volt, az nem kárhozik el örökre. Az utolsó ítélet fontos eszközei a mérleg, a híd és a Próféta tava.
- Elrendelés (kadar)

Az iszlám szerint Allah a „megőrzött táblákra” (al-Lauh al-Mahfúz) minden megtörtént, és a jövőben megtörténő dolgot felírt, így az egyes emberek sorsát is. Az iszlám ugyanakkor elfogadja a szabad akarat létét. Igaz nem teljesen olyan értelemben, mint az európai kultúrában.

### Az iszlám öt pillére

Biszmillah ar-rahmán ar-rahím, röviden biszmilla („A könyörületes és megbocsátó Isten nevében”) a 9. szúra kivételével a Korán minden szúrája elején olvasható formula. Arab kalligráfia

Az iszlám a vallásgyakorlat öt fő pillérét különbözteti meg. Ezeket hívják „az iszlám oszlopainak” (arkán al-iszlám). A síita teológia a hit és a vallásgyakorlat tételeit más módon csoportosítja. A síita terminológia megkülönbözteti a hit gyökereit (uszúl ad-dín) és a hit ágait (furú ad-dín).

#### 1. Hitvallás(saháda)
Az iszlám vallásgyakorlatának egyik legfontosabb tétele a hit megvallása. Az iszlám felvételekor az új muszlim elmondja a sahádát (tanúsítás), amely a következőképpen hangzik:
Azaz: Tanúsítom, hogy nincs más isten Allahon kívül, és tanúsítom, hogy Mohamed Isten küldötte. Ezt a muszlimok minden ima alatt elmondják. A hit megvallása nem csak ima alatt történik, hanem minden lehetséges alkalommal. A muszlimság letagadása az iszlámban csakis olyan helyzetben megengedett, amikor az ember a hit megvallása miatt komoly veszélybe kerülne.

#### 2. Ima(szalát)

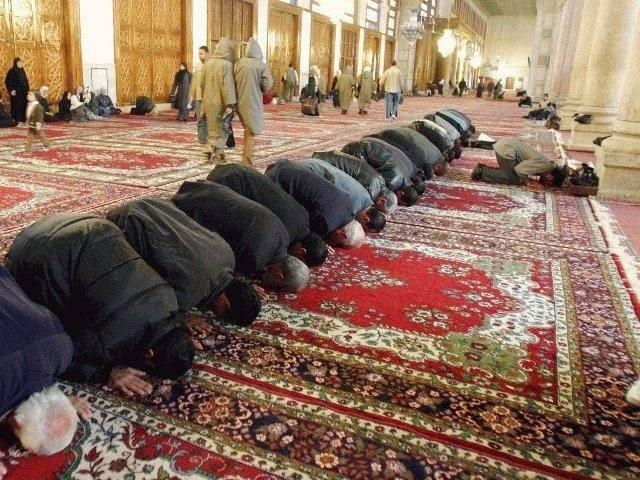
Ima a damaszkuszi Omajjád-mecsetben. Az iszlám imahelyeket a keresztény templomoktól eltérően úgy alakították ki, hogy főhajójuk az imádkozás irányával (kibla) párhuzamos legyen, így egyszerre több hívő tudja elvégezni a meghajlásokból és földre borulásokból álló imasort

Az iszlám vallásgyakorlatának naponta rendszeresen ismétlődő eleme a napi ötszöri kötelező ima. Ellentétben a keresztény terminológiával, az ima az iszlámban kizárólag egyfajta, rituálisan erősen kötött formát jelent. Minden más Istenhez való fordulást fohászként (duá) értelmeznek. Az öt kötelező ima öt különböző napszakban történik:
fadzsr (hajnalhasadás), dzuhr (dél), aszr (délután), magrib (napnyugta), isá (este).
Mivel az imák időpontja a nap járásához igazodik, évszaktól és földrajzi helyzettől függően változik. Az imát rituális mosakodásnak kell megelőznie. A mosakodás nem szentség, hanem csak szokás és szükség esetén víz helyett homokkal is végezhető. Minden imádság megfelelő számú meghajlásból, leborulásból és Isten segítségül hívásából áll. Ez nem magányos imádság, hanem a gyülekezetben végzendő. Természetesen egyedül is hatásos, de „a gyülekezetben való imádkozás a magányos imádkozást huszonhét fokkal múlja fölül”. Pénteken a déli imádság két prédikációval ünnepélyesebbé bővül, különben azonban a péntek is csak olyan nap, mint a többi (eredetileg nem munkaszünet). Az ima közben kötelező Mekka felé nézniük.

#### 3. Adakozás(zakát)

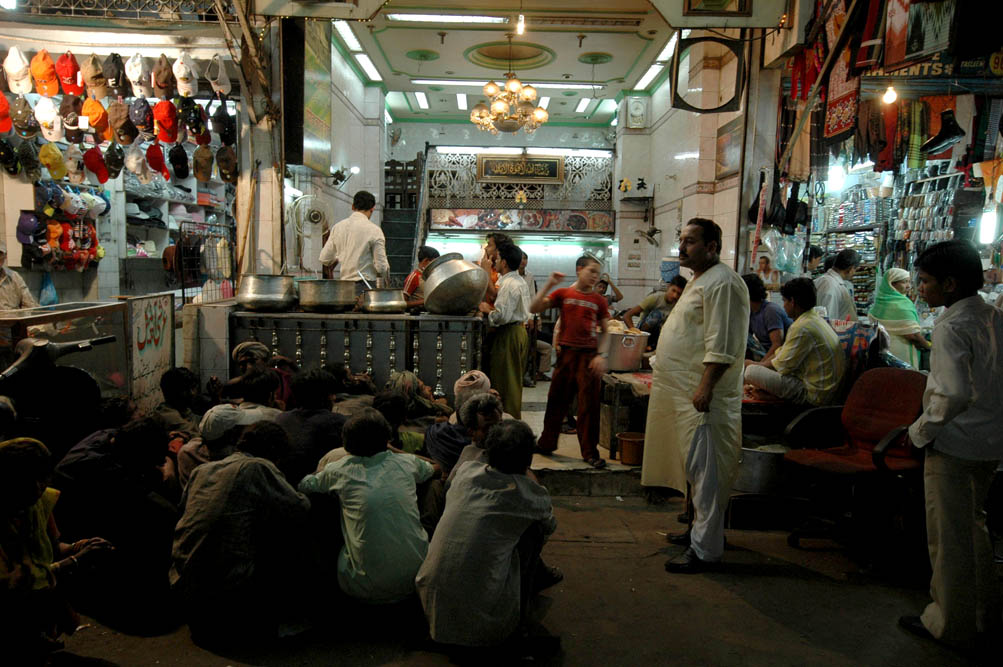
A muszlim közösség szegény, rászoruló tagjai zakátra várakoznak egy istentisztelet után

Az adakozás, a szegények segítése az iszlám felfogásában a vallásgyakorlat része. A zakát fizetése a szegények számára egy évben egyszer, ramadánkor kötelező. Ennek mértéke a rendelkezésre álló, nem a közvetlen létfenntartásra szolgáló vagyon 2,5%-át jelenti (egyes terményekben, állatokban álló vagyonra más mérték vonatkozik). A zakátot a tradicionális muszlim országokban egyfajta adóként szedik, vagy mecseteken keresztül osztják el. A mecsetek esetleges személyzetének fenntartására azonban a zakát nem fordítható. Ilyen módon nem tekinthető egyházi adónak, vagy ahhoz hasonló adónemnek. A zakátban a muszlim közösség szegény, rászoruló tagjai részesülhetnek. A zakát melletti egyéb, nem kötelező, időhöz nem kötött adakozásból (szadaka), a nem muszlimok is részesülhetnek.

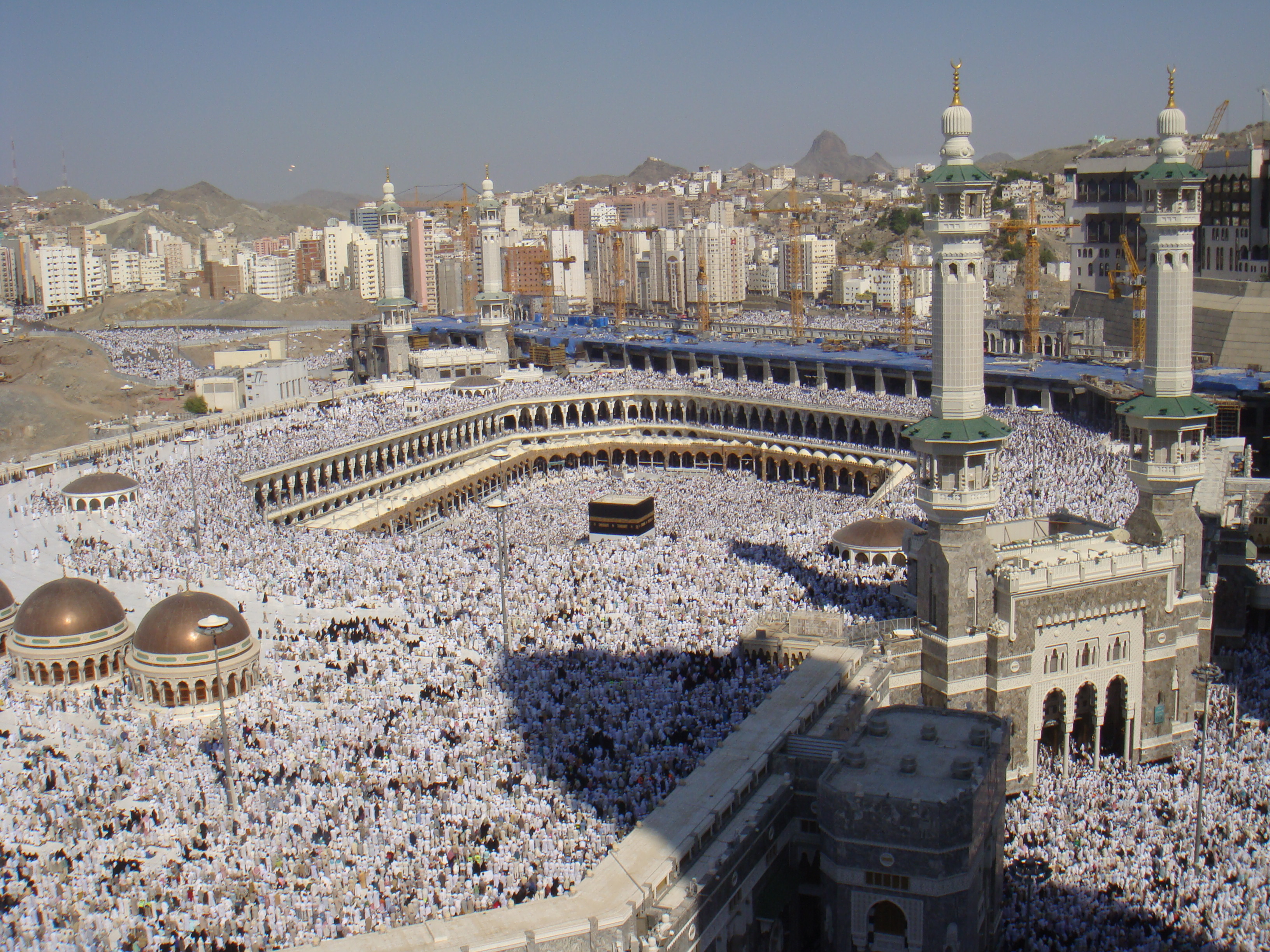
Zarándokok a mekkai nagymecsetben (al-Maszdzsid al-Harám/Szent mecset) a haddzs idején. Az udvaron a fekete lepellel (kiszva) letakart négyszögletű épület keleti sarkában van a Kába-kő befalazva

#### 4. Böjt(szaum)
Az iszlámban a böjti hónapban (ramadán), a kötelező böjt hajnalhasadástól (fadzsr) napnyugtáig (magrib) tart. Mivel a napév helyett holdhónapokat használó muszlim naptár rövidebb, mint az általunk használt Gergely-naptár, így az ünnep ahhoz képest folyamatosan vándorol, évről évre más időpontra, általában 11 nappal korábbra esik, mint az előző évben. A böjt időszaka alatt a hívőnek sem ételt, sem italt nem szabad magához vennie, dohányozni sem szabad, a különösen kegyesek még a nyálukat sem nyelik le. Két egymást követő böjti nap között meg kell törni a böjtöt. Bizonyos esetekben (betegség, terhesség, szoptatás, menstruáció) a böjtöt nem kell, sőt nem szabad tartani, azonban ezt egy későbbi időpontban be kell pótolni, ha pedig ez nem lehetséges (például hosszú betegség miatt), akkor legalább egy szegényt etetni kell minden böjti nap helyett. A böjt megtörése (iftar) Ramadánkor általában fontos közösségi esemény. Ilyenkor tartják a muszlimok a szintén nem kötelező, éjszakai, ún. tarawih imákat is. A Ramadánon kívül nincsen más vallásilag kötelező böjt, de böjtölni a Ramadánon kívül is lehet, sőt ajánlatos.

#### 5.Mekkai zarándoklat(haddzs)
Minden muszlim kötelessége legalább egyszer életében – ha megteheti – elvégezni a zarándoklatot Mekkába, a Szent Mecsethez. A mekkai zarándoklat időponthoz kötött, nem lehet bármikor elvégezni, hanem az iszlám naptár Dzú l-Hiddzsa hónapjának (a muszlim holdnaptár 12. hónapja) 8. és 10. napja között történik. A Haddzs idején kívül a Mekkába látogatók – umrát (látogatást) végeznek, amely lényegesen rövidebb és kevesebb rituális mozzanatot tartalmaz, mint a haddzs és többszöri megtétele sem ér fel a nagy zarándoklat áldásaival.

### A követendő viselkedésről

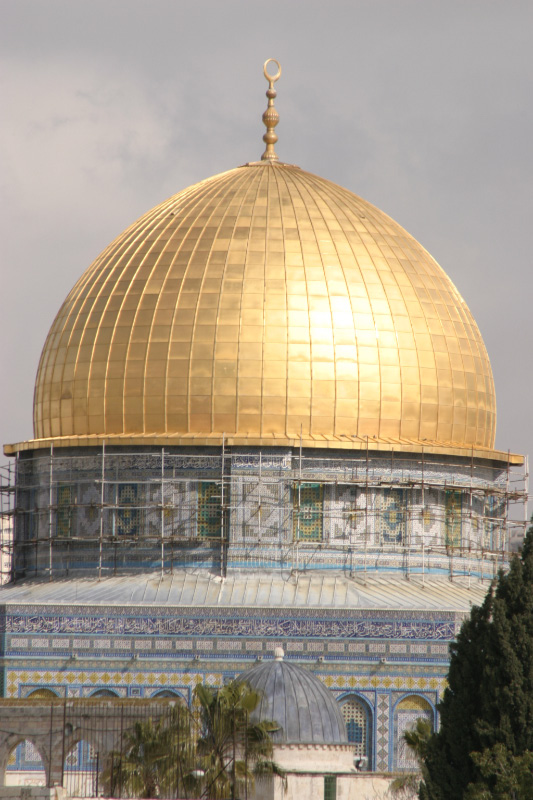
A „Haram as-Sarif”, Jeruzsálem szent kerületében található Sziklamecset (Sziklatemplom, Sziklaszentély). Fenntartása 1516-tól, I. Szelim hódításának következtében, a muzulmánok kötelessége

Az iszlám az öt pilléren kívül erkölcsi tekintetben is szabályozza a hívő életét. Abu Daúd (meghalt 900 körül) 500 000 tradíció-mondatból (hadísz) 4 800 hiteleset kiválasztva, azok lényegét a következő négy pontban foglalta össze:
- a cselekedetek a cselekvők szándéka szerint ítéltetnek meg;[27]
- az ember azzal mutatja ki őszinte vallásosságát, ha nem elegyedik olyan ügybe, amely nem hozzá tartozik;[28]
- nem igazhitű az ember, míg felebarátja számára nem kívánja ugyanazt, amit önnönmaga számára kíván;[29]
- nemcsak a tiltott dolgok élvezetét kell kerülni, hanem oly dolgokét is, melyeknek becsületes keletkezése iránt nem forog fenn teljes bizonyosság.

A törvényeken kívül vannak „utánzásra méltó dolgok”. Ilyen például a fogpiszkáló használata, lakodalom rendezése és a körülmetélkedés. (Tehát pl. a körülmetélkedés nem követelmény.) Bort inni, sertéshúst enni muszlimnak tilos. Köszönteni és enni csak jobb kézzel szabad, a bal tisztátalan dolgokra használatos. Szentek nevei után dicsőítő formulákat mondanak, távollétében senkit kritizálniuk nem szabad, és még számtalan, a mindennapi élet apró eseményeit érintő követendő példa van.

### Dzsihád
A dzsihád szó arabul igyekezetet, erőfeszítést jelent. A közvélekedésben helytelenül úgy is ismert, mint az iszlám hatodik pillére. A Korán Allah útján való hadakozásként említi, és a szövegkörnyezettől függően hol fegyveres harcot, hol erkölcsi, morális törekvést ért alatta. Mohamed próféta sikereinek kezdeti szakaszában, amikor még csak a pogány mekkai oligarchia ellen küzdött, inkább morális jelentéssel bírt, később a szó konkrét (fegyverrel vívott harc) tartalommal telítődött. Ennek egyik alapja a Korán egy szúrája amely arról ír, hogy az Isten ügyéért harcolók magasabb rendűek az otthon maradóknál, mert bár Allah előtt minden hívő egyenlő, az igaz ügyért harcolók („akik Allah nevében harcolnak javaikkal és életükkel”) különös kegyben részesülnek a végítélet napján.
A 20. században az iszlám szószólói a közösségen kívül állókhoz szóló üzeneteikben már újra a dzsihád morális értelmezését hangsúlyozták, régebben viszont elsősorban fegyveres harcként hirdették meg.
A szélsőséges iszlám a hatvanas évek óta hirdeti a fegyverrel vívott harcot. Számos Korán-részlettel ezt alá is támasztják.„Öljétek meg a pogányokat, ahol csak föllelitek őket!” , „Amikor összetalálkoztok a hitetlenekkel, akkor vágjátok el a nyakukat! Mikor azután nagy rontást tettetek bennük, akkor szorosan kötözzétek meg őket.”„És készítsétek föl ellenük ami fegyveres erőt és csatamént csak tudtok, hogy félelmet keltsetek általuk Allah és a ti ellenségeitekben és rajtuk kívül másokban, akiket ti nem ismertek, de Allah ismeri őket!”

### Istentisztelet
Istentisztelet helyisége a mecset (maszdzsid), mindkét imahely kelet felé néző falába (kiblafal) épített fülkéjében (mihráb) a Próféta utódának, a kalifának a trónja állt. Később a trónból – a keresztény szószék mintájára – egy önálló szószék (minbar) lett, a fülkéből pedig Mekkára néző imafülke (kibla) lett. A karcsú minaretekben a müezzin hívja istentiszteletre és figyelmezteti az imaidőkre a hívőket. Az istentiszteleten az imádságot előimádkozó (imám) vezeti, a pénteki prédikációt (hutba) a hátib tartja. A mecsetek nemcsak istentiszteleti helyek, hanem sokszor összetett funkciójú együttesek befogadói (pl. iskolák, szegénykonyhák stb.) is (az évszázadok során erre a célra létesített jellegzetes építmények, madraszák épültek). Az iszlám sokat ad a vallásos műveltségre. Közkeletű felfogás és mondás szerint: „Az emberek kétfélék: olyanok, akik tanulnak s olyanok, akik tudnak. Akik e két osztály egyikébe sem tartoznak, azok haszontalan férgek”.

## Vallásjog a teológia helyett – az iszlám gyakorlata
A hitrendszer egyszerű, de szigorú elvei miatt a teológiai vizsgálódások középpontjába igen korán a vallási eszmék gyakorlati megvalósítása került. A Korán rendelkezései nem terjedtek ki az élet minden területére, hiszen alapvetően az arábiai viszonyok között kialakuló umma (a muszlim közösség) szabályozására születtek. A hatalmasra növő birodalomban számos civilizációs újdonsággal, idegen néppel, nyelvvel és vallással ismerkedtek meg a nomád életmóddal felhagyó, városokba települő muszlimok, amelyeket nem szabályozott semmi. Ebben a helyzetben kezdett kialakulni a saría, a vallásjog, illetve ennek tudománya, a fikh. A saría tágabb területet ölel át, mint a hagyományos nyugati jogrendszerek: nemcsak az egyén jogait és kötelességeit szabályozza az állam és társadalom szintjén, hanem a valláshoz, istenhez és a saját lelkiismeretéhez fűződő kapcsolatrendszert is előírja.
A Mohamed halála után rohamosan terjeszkedő birodalomban rendkívüli fontosságú volt a kinyilatkoztatás lejegyzése, hogy elejét vegyék hamis vagy hibás isteni közlések megszületésének és elterjedésének. A Mohamed által mondottakat – különösen az első időkben – elvétve jegyezték fel, akkor is könnyen pusztuló anyagokra, ezért már a második kalifa, I. Omár kalifa megpróbált minél többet összegyűjtetni. A végleges redakció ennek a gyűjtésnek a felhasználásával készült el a harmadik kalifa, Oszmán idején (tehát 644–656 között) úgy, hogy a Próféta megbízható társainak kellett igazolniuk minden egyes kinyilatkoztatás hiteles voltát (az arab írás sajátosságai miatt a leírt szöveg is kétértelműségeket tartalmazott, viszont a későbbiekben a Korán szövegeinek másolása hozzájárult az arab grammatika fejlődéséhez is). A hadíszok (szó szerint elbeszélés, híradás) olyan, Mohamedtől és közvetlen társaitól származtatott közlések, hagyományok, amelyek nem kerültek a Koránba; összességük alkotja a szunnát. Mivel számos olyan hadísz is bekerült a köztudatba, amelyek nem voltak hitelesek, néhány tudós a 9. század folyamán megrostált, hitelesnek tekintett gyűjteményeket hozott létre. A 13. századig napirenden lévő kritikai viták után hat hadísz-gyűjteményt fogadtak el hitelesnek, és ezeket kánoni szabály rangjára emelték: a hat könyv legtekintélyesebb darabja Buhárí és Muszlim gyűjteménye, a két Szahíh („Ép”, „Egészséges”).
A jogtudomány alapvető forrása (tbsz. uszúl al-fikh) természetesen a Korán, illetve ide tartoznak még a Próféta hiteles hagyományai is, de – különböző mértékben – az analógiás ítélkezésnek (kijász) is helye van, illetve kiemelkedő fontossága van még a mértékadó jogtudósok egyetértésének (idzsmá). Mindezt az úgynevezett isztihszán, a közérdek figyelembe vételével történő módosítások egészítik ki, illetve a személyes értelmezés (idzstihád) lehetősége, amely azonban a 10. századra megszűnt, mivel a vallás- és jogtudósok (ulema) úgy ítélték meg, hogy a kialakult madzhabok („vallásjogi iskolák” vagy „rítusok”, melyek valamelyikéhez minden szunnita muszlim tartozik) mellett nincs szükség újabbakra.
A vallási, jogi, erkölcsi és általában az élet minden területéhez kapcsolódó kérdéseket szabályozó saría a fent vázolt módon tehát stabilizálódott a 13. századra. A vallástudomány addigra fokozatosan a törvény aprólékos értelmezésében nyilvánult meg, és „jogászias jelleggel itatta át az iszlám tanát.” A belpolitikai válságok és hatalmi törekvések azonban már a korai időszakokban is különböző teológiai-filozófiai iskolák (→ kalám) kialakulását eredményezték. Ezek a vallásjogi kérdések teológiai alapjait dialektikus módon vizsgálták, és az iszlám irányzataihoz kötődtek.

## Az iszlám irányzatai

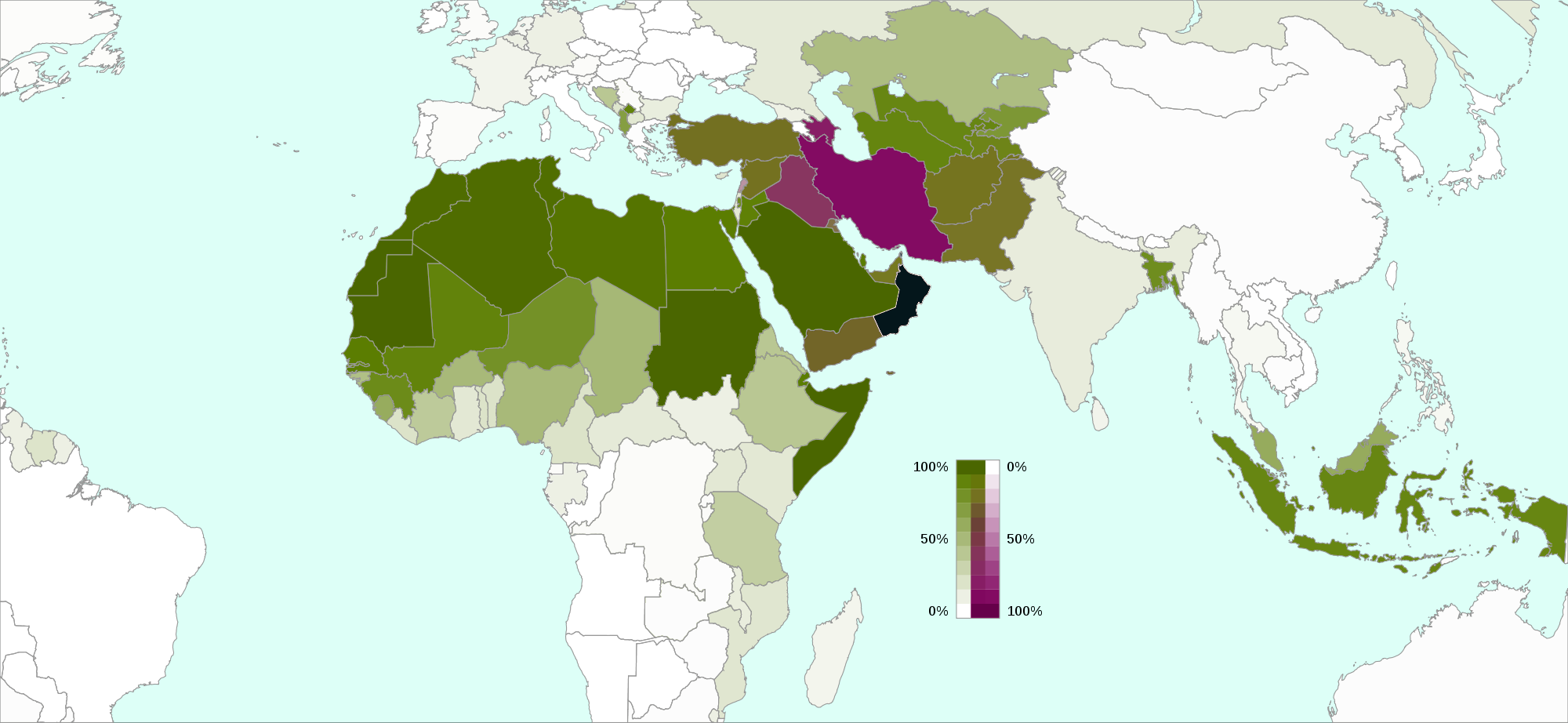
Az iszlám vallás jelenléte a különböző országokban. Zölddel jelöltük a szunnita, lilával a síita ágazatoknak az ország össznépességéhez viszonyított vallási jelentőségét. A háridzsita Omán fekete

Az iszlám ágai és iskolái (angol nyelvű)

### Szunniták, síiták, háridzsiták
Az iszlám történeti fejlődése során három markánsan elkülöníthető áramlatra tagolódik, amelyek bár elismerik egymás létezését, tagjainak muszlim mivoltát, ám örökös ideológiai harcban állnak egymással:
- Szunnita (87–90%),
- Síita (10–13%),[7]
- Háridzsita és egyéb irányzatok (1–3%).

A szunniták onnan kapták a nevüket, hogy szerintük a szunnát ők követik a leghívebben. A síiták (síat Ali, azaz „Ali pártja”) is követik a hagyományokat, azonban azokat újabbakkal egészítették ki (például Ali példabeszédeivel és leveleivel), illetve ők a szunniták egyes hagyományait nem tartják hitelesnek.
A szakadás okai eredetileg utódlási kérdésekre vezethetők vissza. A síiták a Próféta családjának leszármazási vonalát követve tesznek hitet vallásuk autentikus folyamatossága mellett, míg a szunniták a „társak” döntéseire helyezik a hangsúlyt ebben a kérdésben. A háridzsiták a legjámborabb és istenfélőbb muszlimot tartották a közösség vezetésére a leginkább alkalmasnak, szerintük Isten akaratát földi hatalmi harcok nem befolyásolhatják.
A síiták elutasítják az első három kalifa legitimitását, egyedül Ali (Mohamed unokatestvére és veje) és felesége, Fátima leszármazási vonalát ismerik el jogosnak. Az emberi hatalom által trónra ültetett kalifákkal (legyenek bár Mohamed közvetlen társai) szemben a Próféta spirituális szellemi örökösének a mindenkori imámot tartják, aki felhatalmazását Mohamed és elődei közvetítésével, egyenesen Istentől kapta. Az első imám Ali. Alit a szunniták is elismerik és nagy becsben tartják, a síiták azonban titkos ismeretek tudójaként tartják számon és kiválasztottként tisztelik. Ezt a lehetőséget a szunniták határozottan elutasítják. Szerintük Mohamed nem jelölt ki utódot, az utódválasztás joga a muszlim közösségé. A síiták küzdelme az imámok elismeréséért nem csak utódlási harc. Szerintük a muszlim közösség fennmaradásának záloga az Allahtól eredő átöröklött tudás, amelynek következménye az imámok csalhatatlansága, így az imám a közösséget mindig a helyes úton képes vezetni. A síiták és az uralkodó szunnita tábor közötti ellentét Ali fia, Huszajn vértanúhalála után vált végleg kibékíthetetlenné, egyúttal ez az esemény a síita közgondolkodást transzcendens, vallásos irányba befolyásolta. Az iszlám története során a síiták törekvéseit folyamatosan balszerencse kísérte. Ali és Fátima gyermekei, Haszan és Huszajn erőszakos halált haltak, utóbbit a kerbelai csatatéren mészárolták le, amelyről a síiták évente megemlékeznek. Minden tettüket állandó gyász és szenvedéstudat hatja át, szerencsétlenségükre vonatkozó jövendöléseket költött hadíszok útján adnak Mohamed szájába. Ali leszármaztatási vonalának értelmezése további vitákra adott lehetőséget, amely csírájában hordozta a síitizmus további tagolódását.
A síiták számára mindaz, amit a szentjeikkel szemben elkövetett igazságtalanságként fognak fel, nem olyan csapások sorozata, amit csak úgy el lehet felejteni.
1802-ben a vahhábita szunniták lerombolták Husszein imám szentélyét Kerbelában, megölve kétezer embert, sőt még a Mekkában eltemetett négy síita imám sírját is megsemmisítették.
Mivel Szaúd-Arábia a szunnita ortodoxia védőbástyája, Irán pedig a síizmus fellegvára, az arabok és a perzsák közötti ősi ellentétek újra felszínre kerülnek abban a mai versengésben, amely az iszlám világ feletti vezető szerepért folyik köztük.
A síiták a szunnitáktól a következő fő hittételekben térnek el (Vámbéry Ármin és Goldziher Ignác összefoglalásában):
- Ali mint nagy szent tisztelete,[Mj 18] ezzel együtt a trónbitorló kalifák és családtagjaiknak átkozása (ez vallási törvény is egyben) minden síita kötelessége.[51][Mj 19] A szunniták is becsülik Alit, de isteni tisztelet egyedül csak Allahot illeti meg.
- A szunnita hit jogi iskoláinak[Mj 20] (rítusok, madzhabok) megvetése, saját jogi iskolák létrehozása.
- Ali és mártíromságot szenvedett leszármazottainak ünnep- és gyásznapjainak megünneplése, búcsújárás és zarándoklat nem csak Mekkába, hanem az összes mártír temetkezési helyére.
- Nem szükséges előimádkozó, nem szükséges szőnyeg, imádság közben nem Mekka felé fordulnak, mint a szunniták, hanem Kerbela felé.
- A polgári törvények megengedik az ideiglenes házasságot (mutaa).
- A vallási dolgok vezetésére hivatott testület (mudzstahidok) tagjait a leszármazás és kegyes élet alapján maga a nép választja, míg a szunnitáknál a imámokat és kádikat a kalifa vagy a kormányzat nevezi ki. Az imámokhoz való ragaszkodás a síita iszlám hatodik pillére.[51]
- Az imámok „tanító tekintélyek”, a Próféta örökösei, míg a szunnitáknál a kalifa csak végrehajtó hatalom (a saría megvalósítója). Az imámok bűntelenek és csalhatatlanok. A szunniták is tisztelik a Próféta leszármazottait, azonban szerintük Istenen kívül nem létezik csalhatatlanság.
- Idzstihád (személyes jogi vélemény) jogosultsága, míg a szunniták szerint a muszlim közösség konszenzusa (idzsmá) a mérvadó.[Mj 21]
- Törvény engedélyezte színlelés, azaz a síitának szabad szunnitának kiadnia magát, ha élete vagy birtoka veszélyben forog (takíja, elővigyázatosság). Ez nem pusztán engedély, hanem kötelesség is.[51]

A síiták egykor az egész észak-afrikai tengerpartot ellenőrzésük alatt tartották, csakúgy, mint Arábiát, Perzsiát, (Fátimidák) de ma már csak Iránban (a 16. századtól államvallás), Irakban, Libanonban, Bahreinben és Azerbajdzsánban alkotnak jelentős vallási csoportokat.
A három politikai irányzat földrajzi elkülönülése viszonylag korán bekövetkezett. Ali táborából kivált háridzsiták már a 7. században önálló politikai pártként léptek fel, majd szigorú puritán nézeteik lassan vallási színezetet öltöttek. Elsősorban Kelet-Arábiában és Észak-Afrikában gyarapították híveiket.

### Szunnita irányzatok

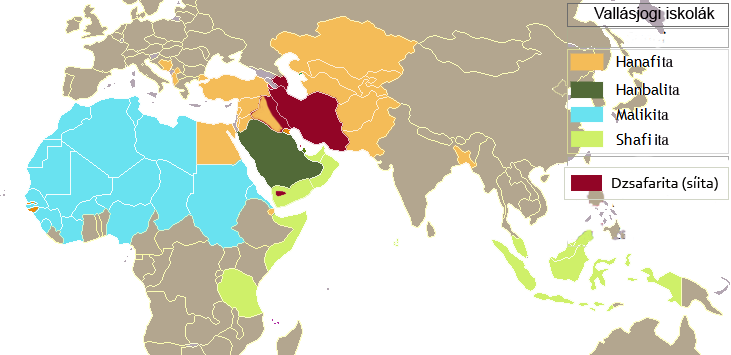
Az egyes madzhabok (vallási rítusok) elterjedése a muszlim világban

A szunnita iszlám négy bevett jogtudományi iskolája (madzhab) a 8–9. században alakult ki (régebben több is létezett.) Ezek abban térnek el egymástól, hogy az iszlám vallásjog alkalmazásában milyen forrásokat és eszközöket tekintenek megengedhetőnek. Mára négy bevett vallásjogi iskola maradt fenn:
- Az Abu Hanífa nevét őrző „hanafita” iskola, amely a hagyományokkal szemben az egyéni értelmezést (idzstihád) és az analógiás ítélkezést (kijász) részesíti előnyben, és nagyjából az Oszmán Birodalom hajdani területein és Közép-Ázsiában egyeduralkodó.
- Egyiptomtól nyugatra a Málik ibn Anasz követőit tömörítő „málikita” madzhab dominál, melyben a hagyományok mellett a közmegegyezés (idzsmá) kap hangsúlyt, azaz úgy vélik, ha a Korán és a szunna nem adnak felvilágosítást, a közmegegyezés is jogforrás. Észak-Afrikában a legelterjedtebb.
- A fekete-afrikai, illetve dél- és kelet-ázsiai muszlim területeken domináns „sáfiita” irány – alapítója Abu Abdalláh as-Sáfii – középutas megoldást képvisel a málikiták és a hanafiták között, azaz mind az analógia, mind a megegyezés jogforrás. Kelet-Afrikában és Délkelet-Ázsiában a legelterjedtebb.
- Az Ahmad ibn Hanbaltól eredő, ma az Arab-félszigeten elterjedt „hanbalita” vallásjogi iskola a legszigorúbb, amely a leginkább a kinyilatkoztatásra és a hagyományra támaszkodik. Számára csak a Korán és a szunna jogforrás, az Arab-félszigeten a legelterjedtebb.
- A vahhabita mozgalom az iszlám szigorú hanbalita jogi irányzatából (madzhab)[Mj 22] nőtt ki a 18. században. Fő gondolata az iszlám eszméinek megtisztítása a vallásra rárakódott idegen elemektől, és ezzel a Korán eredeti tanainak feltétlen és következetes érvényesítése. Maga a törekvés nem új, végigkísérte és kíséri az iszlám vallás történetét a kezdetektől napjainkig. Mozgalommá a 18. század közepén szélesedett, amikor legfőbb harcosa Mohamed ibn Abd al-Vahháb(wd) (1703–1792) küldetéstudattól vezérelve gyújtó hatású prédikációkat tartott a beduinok erkölcsi romlottsága, a szentek imádata és a szúfi újítások ellen. „Szent háborújához” jelentős számú hívőt nyert meg a nincstelen néptömegektől, a gazdag uralkodó családokig. Követőinek 18. századi fanatikus, erőszaktól sem mentes fellépése és ideológiája napjainkig érezteti hatását az iszlám világban.

A különbségek az egyes iskolákhoz tartozó értelmezőknél, vallástudósoknál nem feltétlenül a vallásjogi tételek, hanem az elfogadott értelmezési módszerek különbözőségében mutatkozik meg. A négy ortodox iskolán belül további aliskolák is kialakultak.
Az egyes irányzatok határai nem húzhatók meg pontosan, sokszor átfedik, áthatják egymást. Mivel az iszlámban a teológia szerepét elsősorban a vallásjogi értelmezések töltik be, az ortodox szunniták között élesen megmutatkozó irányzatokról, illetve az iskolák intézményes szétválásáról nem beszélhetünk. Az eltérések az autentikus jogforrások meghatározásában és elfogadásában mutatkoznak meg. Az iskolák többnyire elfogadják egymást, a közöttük fennálló ellentétek a századok folyamán elcsitultak, a problémás kérdésekre gyakorlati válaszokat találtak. A hívő jogorvoslattal bármelyik iskolához fordulhat, bár többnyire a lakóhelye szerinti madzhabot részesíti előnyben.

#### Szunnita teológiai-filozófiai(kalám)iskolák
A vallásjogi iskolák mellett, az iszlámban kialakultak a metafizikai kérdésekhez dialektikus módon közelítő teológiai-filozófiai (kalám) iskolák. Ezek közül a legfontosabbak az asaarita, mátúrídita, murdzsita, mutazilita, dzsabrita és kadarita. Az egyes kalám-irányzatok tételei fontos alapját képezik a vallásjogi iskolák, illetve a misztikus irányzatok (→ szúfik) teológiai tételeinek (hitvallás= akída). A jogtudomány mellett a dialektus jellegű teológia – lévén az umma úgy politikai, mint vallási közösség – jóval kisebb szerepet kapott, és főleg eleinte, alapvetően politikai természetű kérdésekkel foglalkozott, például a kései Omajjád-korszakban az eleve elrendelés (kadariták) és a szabad akarat (dzsabriták) kérdésével, illetve a 9. század elején a Korán teremtett (mutaziliták) vagy öröktől létező voltával kapcsolatos vitákban. Ezeket a vitákat sosem zárták le hivatalosan – erre a muszlim világ politikai széttagolódása és az egyházi jellegű szervezet hiánya miatt nem is lett volna mód –, de a közvélemény által elfogadott válasz diadalát (vagyis idzsmává, közmegegyezéssé válását) követően jellemzően nem kezdődtek újra.

### Síita irányzatok
A síita iszlám sajátos tétele az ún. imám-tan. A szunnita felfogástól eltérően, amely a muszlim közösség, az umma élén álló személy tekintetében nem fogalmaz meg transzcendens elvárásokat, a síita iszlám szerint Isten a muszlim közösség vezetésére tévedhetetlen, Mohamed próféta családjából származó imámokat jelölt ki. A különböző imám-láncolatok mentén, az egyes síita irányzatok intézményesen is különváltak. Az egyes irányzatok sok esetben nem ismerik el egymást síitaként, esetenként muszlimként sem. A főbb irányzatai a következők:
- „Tizenkettes síiták”: a legelterjedtebb síita irányzat, a síiták mintegy 80%-a ehhez az irányzathoz tartozik. Nevüket (iszná asarijja – azaz tizenkettesek) az általuk tisztelt imámok száma után kapták. Felfogásukban az utolsó imám, Muhammad al-Mahdí(wd) (868–?) rejtőzködik, és Allah parancsára vár, hogy helyreállítsa az igazságot a világban. Az irányzaton belül több, intézményesen nem elkülönült irányzat, vallásjogi iskola (madzhab) található. Az irányzat elsősorban Iránban, Irakban, Libanonban, Bahreinben és Azerbajdzsánban elterjedt. A mahdí-váró messiáshit több alkalmat szolgáltatott a mahdíként fellépő hívőknek vallásos mozgalmak alapítására. Ilyen mozgalom volt az egyiptomi Mahdi-felkelés, mely Kartúmból kiindulva, az angolok egyiptomi uralmát akarta megtörni.
- „Hetes síiták”: (iszmáiliták): nevüket onnan kapták, hogy az első hat imámig a tizenkettes síitákéval megegyező láncolatot fogadnak el, a hetedik imám személyét illetően viszont eltérnek tőlük. Az iszmáilita irányzat maga is több intézményesen különálló irányzatra tagolódik. A 16. imám idején váltak önálló felekezetté a drúzok. A 18. imám után létrejött az iszmáilita sía nizárita és musztaali irányzata. A nizárita iszmáiliták voltak a hírhedt aszaszinok. A musztaali irányzatnak napjainkban három fennálló ága, a jemeni musztaali, illetve az indiai Dawoodi Bohra és Alavi Bohra létezik. Az iszmáilitáknak Észak-Afrikában sikerült történeti szerephez jutniuk, a Fátimidák birodalmát ők alapították és tartották fenn (909–1171), az aszaszinok pedig Szíria és Irán területen alakítottak ki erődhálozatot, ami a 13. században semmisült meg.
- „Ötös síiták”: (zajditák): a tizenkettes láncolattól az ötödik imám személyétől különböznek, névadójuk a 740-ben meggyilkolt Zajd ibn Ali, Muhammad al-Bákir fivére. Az imám-tan tekintetében a legmérsékeltebb síita irányzat: az imámot nem tartják tévedhetetlennek, illetve szerintük az imámság nem kizárólag apáról fiúra szálló intézmény lehet, hanem Ali bármelyik leszármazottja lehet imám, ha elég rátermett. Az irányzat ma elsősorban Jemenben elterjedt, a 20. század közepéig az ország északi részén államvallás volt.

### Háridzsita irányzatok
A háridzsita irányzat alapvetően politikai síkon különült el az iszlám más irányzataitól és erősen hatalomellenes felfogást képviselt. Míg az első két kalifát, Abu Bakrt és I. Omárt elismerik „helyesen vezetettnek” (lásd: Rásidún), addig Oszmánt már káros újítások (bida) bevezetésével vádolják. A háridzsiták különválására az első fitna során került sor, amikor kiváltak Ali hívei közül, mert elutasították az egyezkedési kísérletét Muávijával, a lázadó szíriai helytartóval. Az ezt követő századokban számos szociális alapú, államellenes felkelés számára szolgáltattak ideológiát.
A háridzsitáknak három főbb irányzatuk alakult ki, az azrakiták, a sufriták és az ibáditák. Ezek közül napjainkra egyedül az ibáditák maradtak fent, Omán területén. Az azrakita és a sufrita irányzatok minden más muszlim csoportot hitehagyottnak minősítettek és az ellenük való folyamatos hadviselés doktrínáját vallották. Ennek köszönhetően az iszlám világban számos szerző aposztrofálja napjaink fundamentalista mozgalmait neo-háridzsitaként.

## Iszlám miszticizmus

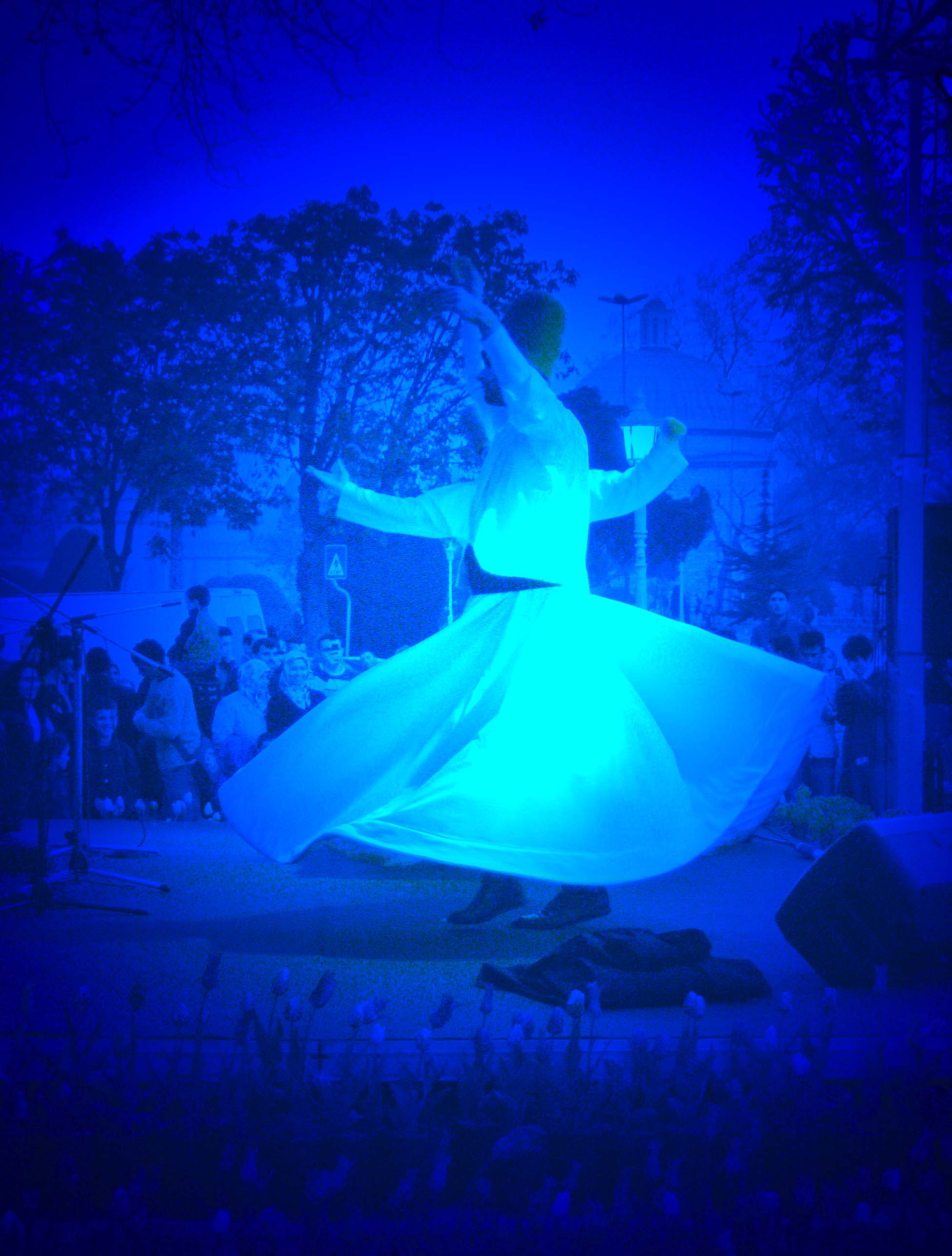
A mevlevi dervisrend tánca a mai Törökországban

Az iszlám formalisztikus irányai mellett már a 8–9. századtól megjelentek azok az aszketikus életet hirdető, világtól elforduló „szent emberek”, akik Isten szeretetét a világ minden bölcsességénél többre becsülve darócruhát öltöttek, szent életet éltek és a hit mélységeiben elmerülve, önkívületi állapotban keresték az istenséggel való érintkezést. Ezeket a misztikus gondolatok útján járó mestereket darócruhájukról (szúf) nevezték el szúfiknak.
A szúfi mesterek tanítványi láncolatokon keresztül adták át tanításaikat követőiknek. A mester a tanítványokat fokozatosan vezette be az isteni megtapasztalás általa gyakorolt formáiba (taríka), a saját misztikus módszerével. Többnyire Allah nevének vagy a Korán sorainak ritmikus ismétlései (dzikr), éneklés, tánc és zeneszó mellett révedtek el a transzcendens megtapasztalás élményében.
Bár egyes iszlám irányzatok – különösen a hanbalita indíttatású vahhábiták – megkérdőjelezték muszlim mivoltukat és elkeseredett harcot indítottak ellenük, a szúfik magukat az iszlám tanok elkötelezett hívének tekintették és Mohamed tanításai és törvényei szerint éltek. Igen jelentős szerepük volt az iszlám terjesztésében, különösen azokon a vidékeken, ahol a szúfi misztikus tanok a lakosság ősi hite és a népi babonaság miatt megfelelő táptalajra leltek (Fekete-Afrika, India, Indonézia).
Misztikus, ezoterikus felfogásuk és elkötelezettségük mellett aktívan beleszóltak a politikai élet alakulásába is. Az azerbajdzsáni Ardabil eredetileg Ali kalifát és utódait különösen tisztelő, rövidesen szunnitává váló szafavíja dervisrendje harcos katonai államot hozott létre, amely fennhatóságát perzsa területekre kiterjesztve síita irányzatú birodalommá emelkedett (Szafavidák). A síizmust a 16. században államvallássá tette, és ez a mai napig meghatározza az iráni társadalom vallási berendezkedését.
A szúfizmus nagyon fontos szerepet játszott az iszlám kultúrájában is. A szúfi irodalom, különösen a misztikus szerelmi költészet virágzása az arab, perzsa, török és urdu nyelvben egyaránt aranykort jelentett. A legnagyobb hatású perzsa nyelvű misztikus költő, Dzsalál ad-Dín Rúmí (1207–1273) Masznaví című költeménye a 16. századi misztikus gondolkodás összefoglalása, amely a perzsa nyelvű misztikusok szemében a második legfontosabb műnek számít a Korán után.

## Iszlamizmus – Iszlám fundamentalizmus
Az iszlamizmus nem azonos az iszlámmal. Amíg az iszlám vallás és civilizáció, addig az iszlamizmus politikai kategória, amelynek meghatározása korszakonként változhat. Leginkább elfogadott nézet szerint az iszlamizmus az iszlám radikális formája. Iszlamista vezetők hangsúlyozzák az iszlám jog (saría) érvényesítésének szükségességét a társadalom minden szegmensében, a pán-iszlám egységet, és ellenzik, különösen a nyugati katonai, gazdasági, politikai, társadalmi vagy kulturális hatások befolyását a muszlim világban. Az iszlamizmus cselekvő, aktivista mozgalom, amely teoretikus alapokkal rendelkezik, és mint eszmetörténeti áramlat, a huszadik század eleje óta nyomon követhető. Az iszlám világ ekkor szembesült azzal, hogy évezredes riválisával a kereszténységgel szemben civilizációjuk gyengévé, szegénnyé és tudatlanná vált. Az iszlám válasza erre a fundamentalizmus, illetve a törökországi típusú szekuláris demokrácia. Az iszlamizmus, a fundamentalizmus radikális változatai jelentősen befolyásolják a nyugat iszlám-képét, és a közvélemény szemében az iszlám világ megítélését. A „terrorista”, „fanatikus” és „iszlámista” kifejezések egymás szinonimáivá váltak. A fundamentalistákat eleve terroristának tartják, és a vallás egészét azonosítják ezekkel a nagyhangú, erőszakos csoportokkal. Bernard Lewis megállapítása szerint: „nem minden muszlim fundamentalista, és nem minden fundamentalista terrorista”. A fundamentalizmus bizonyos mértékig minden vallás részét képezi, egyfajta válasznak tekinthető az adott kor kihívásaira, tehát téves ezt a fogalmat kizárólagosan az iszlám sajátjának tekinteni. A ma elsősorban Szaúd-Arábia területén állami szinten is jelenlevő vahhábita irányzat, ősiszlám-értelmezésével a klasszikus iszlám fundamentalizmus képviselője.

## Iszlám gyökerű, de attól eltérő irányzatok

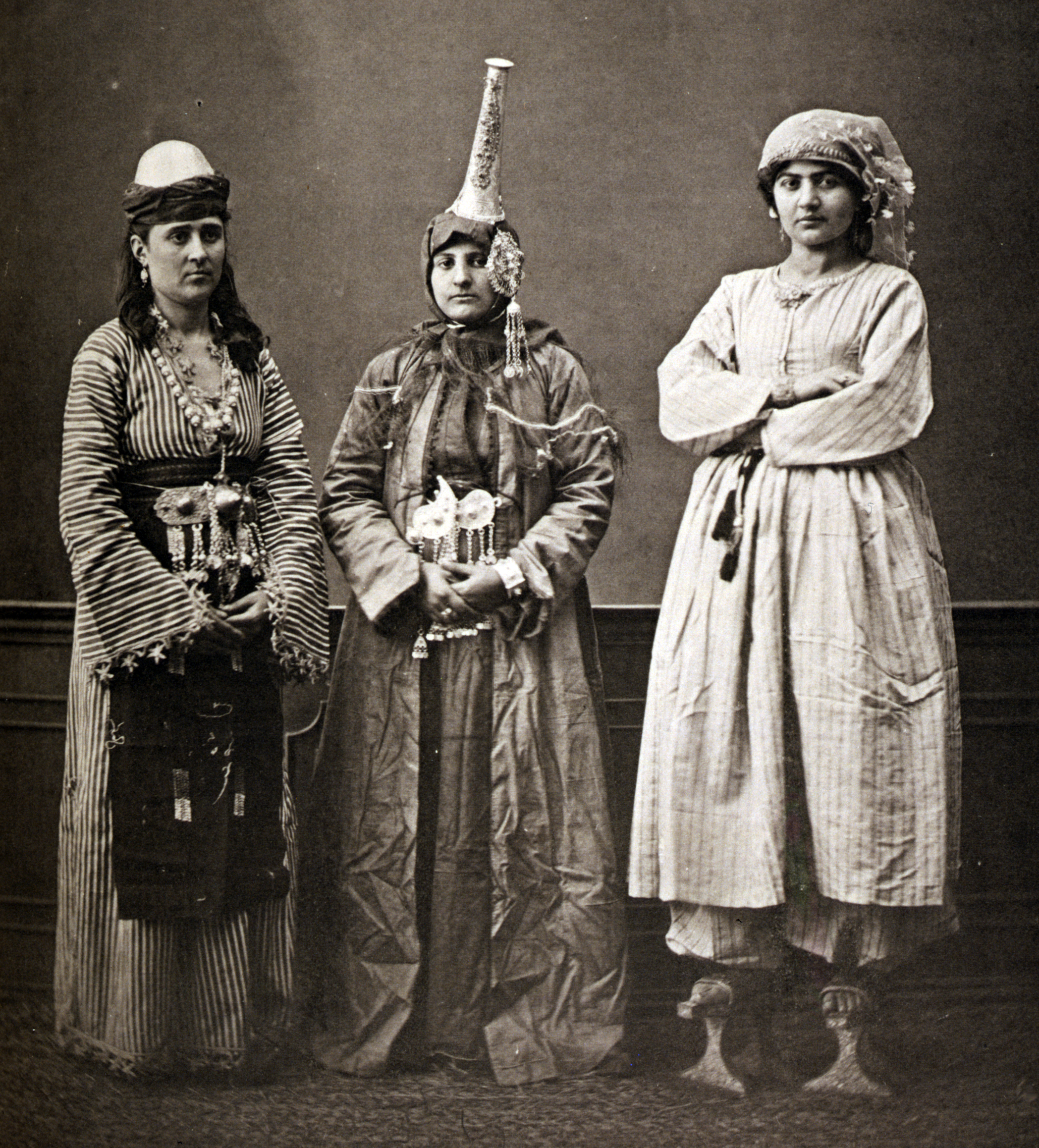
Drúz viselet a 19. századból

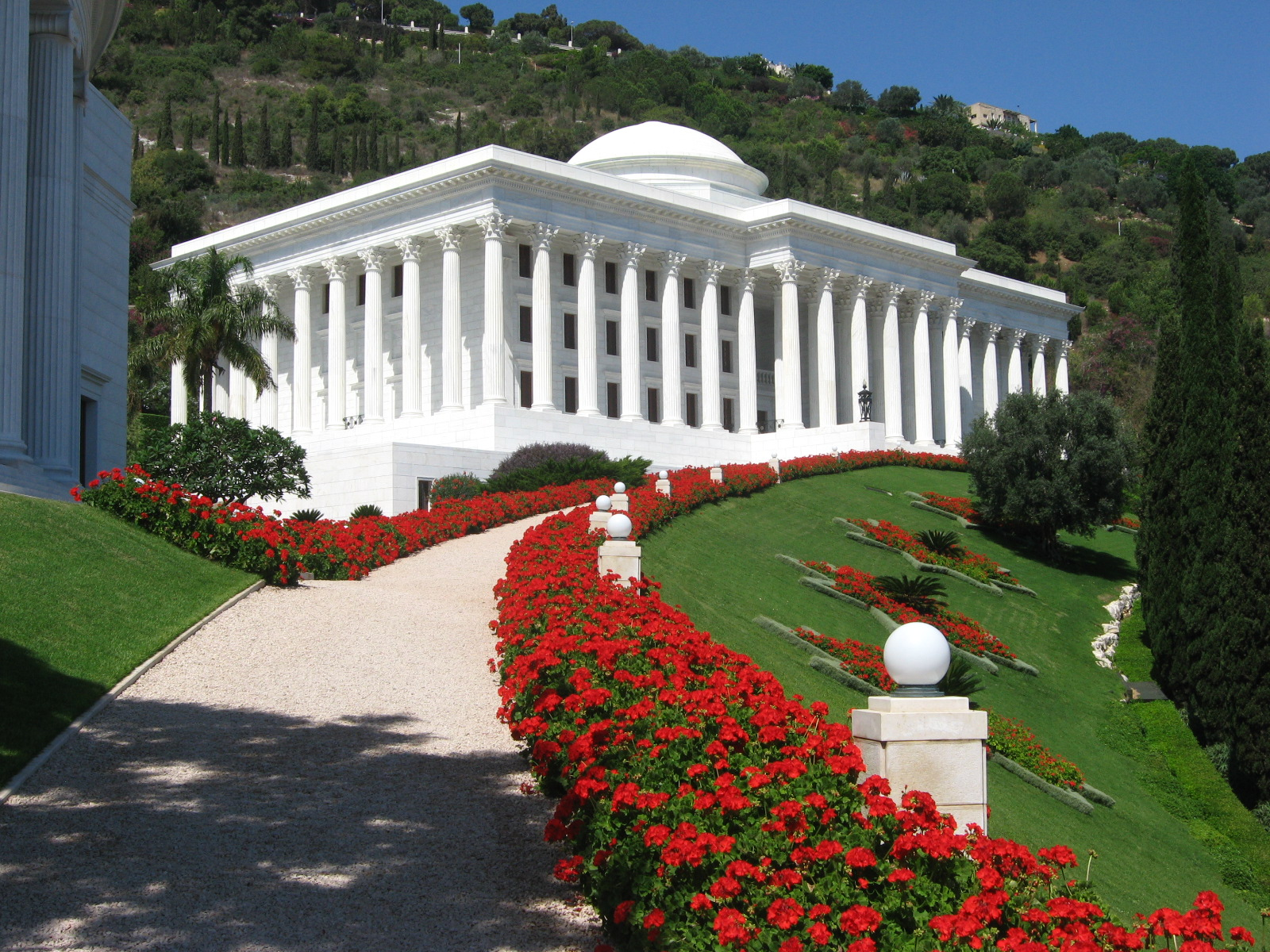
A bahái hit vezető testületének, az Igazságosság Egyetemes Házának székhelye (Izrael, Haifa)

Az Ahmadija Muszlim Közösség zászlaja

Az iszlám változatos irányzatait rendkívüli formagazdagság jellemzi. Az ortodox, szigorú jogi elvektől az ezoterikus áramlatokig azonban minden változata egy központi mag köré csoportosul, amely alapján eldönthető, hogy az adott irányzat az iszlám vallás része-e, vagy sem. Ez a központi mag az iszlám öt pillérének a tisztelete, amelyben a saháda, azaz a hitvallás feltétlen elismerése a meghatározó. A saháda ugyanis az egyistenhitet definiálja, ahol Allahon (mint végső princípiumon) és Mohameden kívül nincs helye más nevezett létezőnek, és ahol Mohamed se több, se kevesebb, mint közvetítő az emberek és a Mindenható között.
Azok az iszlámból kifejlődött vallási rendszerek, amelyek istenként tisztelnek Allah mellett személyeket vagy tárgyakat, vagy Mohamed mellett új prófétákat fogadnak el, szektásnak és/vagy eretnekségnek tekinthetők. Ennek megfelelően, bár az iszlám áramlataiból nőttek ki, kívül esnek az iszlám határain az alábbi irányzatok:
- Az alaviták a síita iszlám gnosztikus irányzatát képviselik. Teológiai rendszerükben más síita irányzatokhoz képest is kiemelt szerepe van Alinak, akit báb-nak (kapu) tartanak, aki a bölcsesség hordozója. A borivás titkos tanaiknak egy rítusát képezi, és az iszlám öt pillére mellé (amelyeket csak jelképnek tekintenek) beiktatták a dzsihádot, és Ali istenítését.[66] Napjainkban az alavita közösségek nagyrészt beolvadtak a környezetükben lévő többségi irányzatokba, ám például Szíriában a kormányzat alavita kötődésű.[Mj 27] Hisznek a lélekvándorlásban és a megtestesülésben, ez már sok muszlim hittudós szerint az iszlám határain kívül esik.[65]

Az alavitákkal rokon mutaviliták Szíriában Alit istenként imádják, Mohamedet „fátyol”-nak mondják, aki ahelyett, hogy kinyilatkoztatta volna, inkább elhomályosította az isteni igazságot. Ennek megfelelően a Koránt nem szó szerint veszik, hanem belső értelmét (bátin) igyekeznek kihámozni. Ezt a belső értelmet kereső írásmagyarázati módszerükről batinitáknak is nevezik őket.
- A koraniták a szunnát elutasító, forrásként kizárólag a Koránt elfogadó irányzat. Bár e megközelítés a múltban több muszlim gondolkodónál is megjelenik, önálló irányzatként csak az Észak-Amerikában, Rashid Khalifa által alapított „Submitters” csoporttal jelent meg.
- A drúzok az iszmáiliták (hetes síiták) mellékága. A libanoni és szíriai drúzok az 1021-ben meggyilkolt, önmagát prófétának kikiáltó Hákim fátimida kalifa visszatérését várják. Vallásuk titkait szigorúan őrzik.[65]
- Mahdí, a rejtőzködő imám várásával összefüggő vallás a bahái hit. A Báb 1844-ben Sirázban bejelentette, hogy ő a kapu (arabul: báb) a rejtőzködő imámhoz. Profetikus tanaival előkészítette Baháalláh (1817–1892) fellépését, aki a bahái hit megalapításával az emberiség és a vallások egységét hirdeti, amelyben az összes vallásalapító egyenrangúként tesz hitet az egyetemes egyistenhit mellett. Követőinek száma 5-6 millió között van, akik a föld szinte minden országában élnek.[Mj 28][Mj 29] Minden földrészen vannak templomaik, amelyek építészetileg az egységes vallási felfogást tükrözik.[65]
- Az ahmadijja messianisztikus szekta Pandzsáb régióban, melynek vezére Mírza Gulám Ahmad (1835–1908), aki állítása szerint Kasmír mellett, Szrínagarban megtalálta Jézus Krisztus sírját. Tanítása szerint úgy kerülhetett oda, hogy Jézusnak sikerült üldözői elől Jeruzsálemből keletre menekülnie, ott fejezte be életét és ott temették el. A sírját a mai napig tisztelik.[67] Mírza Gulám Ahmad messiásnak mondta magát, keresztény és muszlim tanokból összeállított vallási rendszerét Review of Religions című angol nyelvű folyóiratában is terjesztette. Azt állította, hogy közvetlen isteni kinyilatkozás után lett próféta, Isten bízta meg a tiszta iszlám hirdetésével. Dogmatikus különbségeken felülemelkedő testvéri szeretetet és békességet hirdetett. A vérontást és háborút a szekta elítéli, a szent háborút (dzsihád) tanaiban eltörölte. Propagandájuk pusztán a szóval és tollal való hirdetésre szorítkozik. Misszionáriusaik nyugaton is aktívak: Berlinben, Londonban mecsetük, központi sajtóirodájuk van, lapokat és folyóiratokat adnak ki, nyilvános előadásokat és felolvasásokat tartanak. A térítéstől tartózkodnak. Céljukat elérik, ha más vallásfelekezetek vallási élete az ő vallási eszméik hatása alatt mélyül vagy fejlődik. Sok üldöztetést szenvedtek a muszlimok részéről. Vannak vértanúik is. A régi vallások prófétái által hirdetett, „egy akol egy pásztor” eszményét csak a vallási béke alapján lehet megvalósítani, így a vallásbéke hirdetője, tehát Mírza Gulám Ahmad a legeszményibb próféta. Vallásának zsinórmértéke a Korán, mely isteni kijelentés, a hagyományokat (hadísz) azonban elveti, illetve megtartásukat kinek-kinek a belátására bízza. Isteni kijelentésnek tekinti a többi vallás szent könyveit is, de mivel tanaik a Koránban úgyis szerepelnek, külön-külön nem hivatkozik rájuk. A vallás tagjai összesen félmillióan lehetnek Indiában, Perzsiában, Arábiában és Afrikában.[67][68] Nyugaton, az Egyesült Államokban van a legtöbb hívük. Mivel vezérüket messiásnak tekintik, kitiltották őket Mekkából.[65][67]
- Az isteni hit (Dín-i-Iláhi), vagy más néven Akbar napvallása iszlám gyökerű, de attól jelentősen eltérő vallási formáció. 1578-ban Nagy Akbar (Abulfath Dzseláleddín Mohammad) indiai sah a Próféta és az muszlim teológusok tanait továbbfejlesztve, az indiai vallásokkal ötvözve, egy új vallást alapított. Udvari tudósai mudzstahidnak, azaz olyan teológusnak nyilvánították, akinek joga van önálló tanításokat terjeszteni. Ezen az alapon Akbar olyan vallást állított össze, amelyben a világosság, a nap és a tűz kultusza dominál, és amelynek ő maga a főpapja. Ezzel együtt országában a legteljesebb vallásszabadságot biztosította alattvalóinak. Vallása mint uralkodó vallás, nem élte őt túl, 1605-ben bekövetkezett halála után országában az iszlám megint elfoglalta elvesztett pozícióit, azonban mint összehasonlító vallástudományi kísérlet és mint az indiai racionalizmus előfutára, történetileg és gyakorlatilag is jelentős kísérletnek mondható.[69]

### Afro-amerikai irányzatok

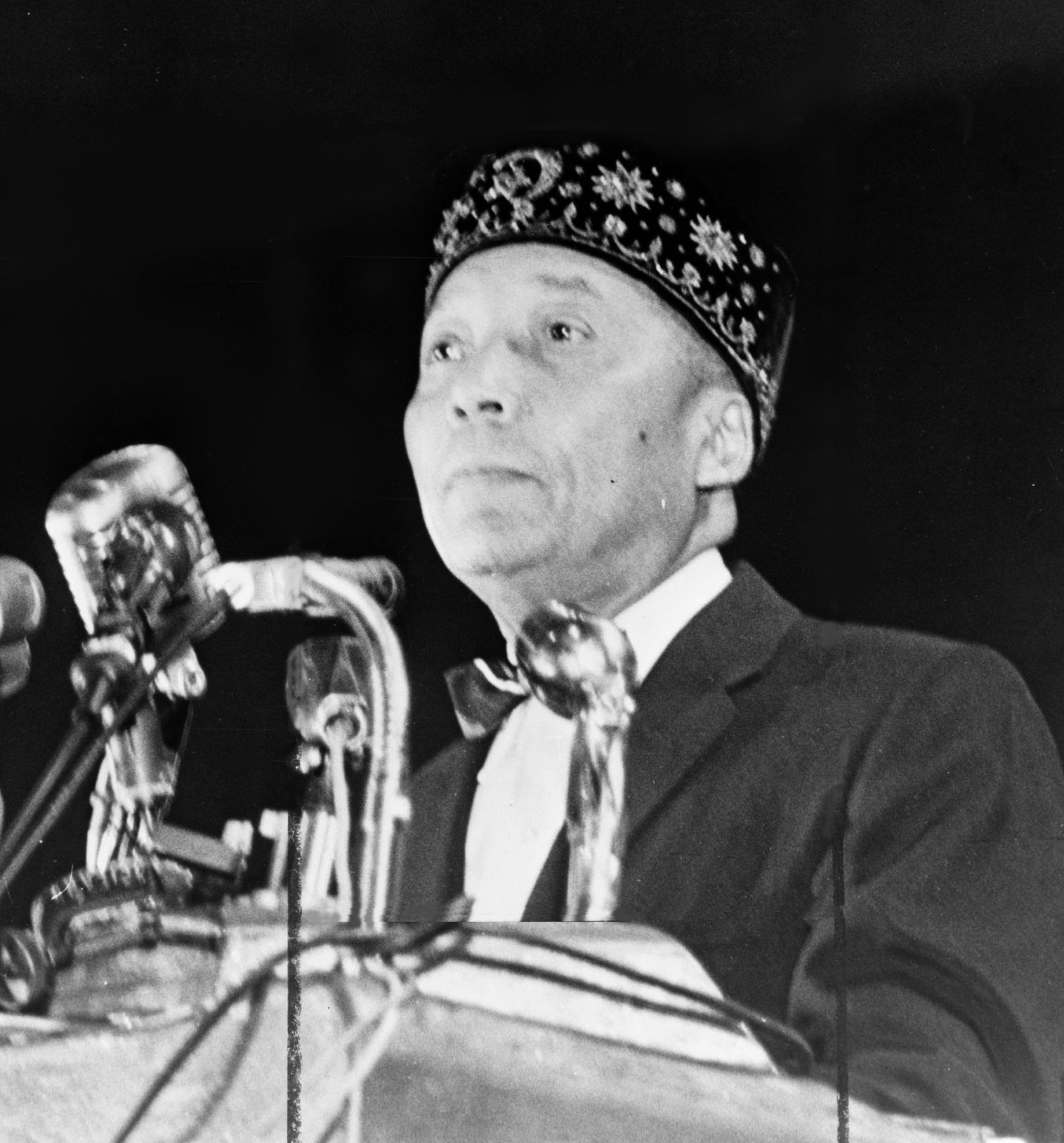
Elijah Muhammad az „Iszlám Nemzet” vezetője (1935–1975)

A 20. század elejétől több iszlám gyökerű, de az iszlám alapvető tanításaitól nagyban eltérő, ahhoz sokszor csak névleg hasonló, elsősorban afro-amerikaiakat vonzó irányzat alakult ki. Ezek közül a legfontosabbak a „Nation of Islam” (Iszlám Nemzet), illetve az abból kivált „Five percenters”, illetve a „Moorish Science” irányzat.
Az Iszlám Nemzetet (Nation of Islam) Master Wallace Fard Muhammad (1893–1934) alapította, akit mahdiként és messiásként tiszteltek. Utóda, Elijah Muhammad (1897–1975) az afro-amerikai közösség iszlám alapokon történő megszervezését tűzte ki célul. A feketék önállósodását, öntudatuk megerősítését hirdető, a fehérek elleni rasszista tanaival buzdító Nation Of Islam hittételei és tanításai ellentétesek az iszlám vallás abszolút monoteizmusával. Szerepe az amerikai polgárjogi mozgalmak között jelentősebb, mint az iszlám áramlatokban.
Elijah Muhammad halála után fia, Warith Deen Muhammad került a szervezet élére, aki liberalizálási törekvéseivel és a szunnita tanok szigorúbb érvényesítésével megosztotta a mozgalmat és hamarosan a perifériára került. Vezetésével a szervezet az egyetemes iszlám valláshoz csatlakozott. 1978-tól Louis Farrakhan (1933–) szervezte újjá a mozgalmat, visszatérve a korábbi nacionalista, rasszista szemlélethez. Tanításaikat modern eszközökkel, széles körben terjesztik, illetve részt vállaltak Jesse Jackson 1984-es elnökválasztási kampányában. A szervezetnek jelenleg mintegy tízezer tagja van.
A Nation of Islamnak az ismert polgárjogi harcos, Malcolm X (1925–1965) is tagja volt, aki harcos, gyújtó beszédeivel (1952–1965) hívek százezreit toborozta a mozgalomhoz. Amikor Malcolm X Mekkába látogatott, ráébredt, hogy az iszlám nem csak a „fekete ember vallása”, hanem világvallás, amelytől idegen, hogy faji alapon szerveződjék. Hazatérve Mekkából, miután az Iszlám Nemzetéből Elijah Mohamed erkölcsi rugalmassága miatt is kiábrándult, 1964-ben megalapította a Muszlim Misszió szervezetét, amely az ortodox szunnita irányzathoz csatlakozott, és tevékenyen részt vett az Egyesült Államokban élő feketék és fehérek közötti együttműködés előmozdításában. Ezzel párhuzamosan életre hívta Afro-amerikai Egység Szervezete nevű világi fekete nacionalista mozgalmat. Ezzel a tettével az afro-amerikai muszlim közösségnek új célokat adott. A Nation of Islam szervezetéből kilépve, a szunnita iszlám rendes hívőjévé vált. 1965-ben egy New York-i gyűlésen merénylet áldozata lett.

## Muszlim társadalom, életmód és kultúra

### A nő helyzete az iszlámban

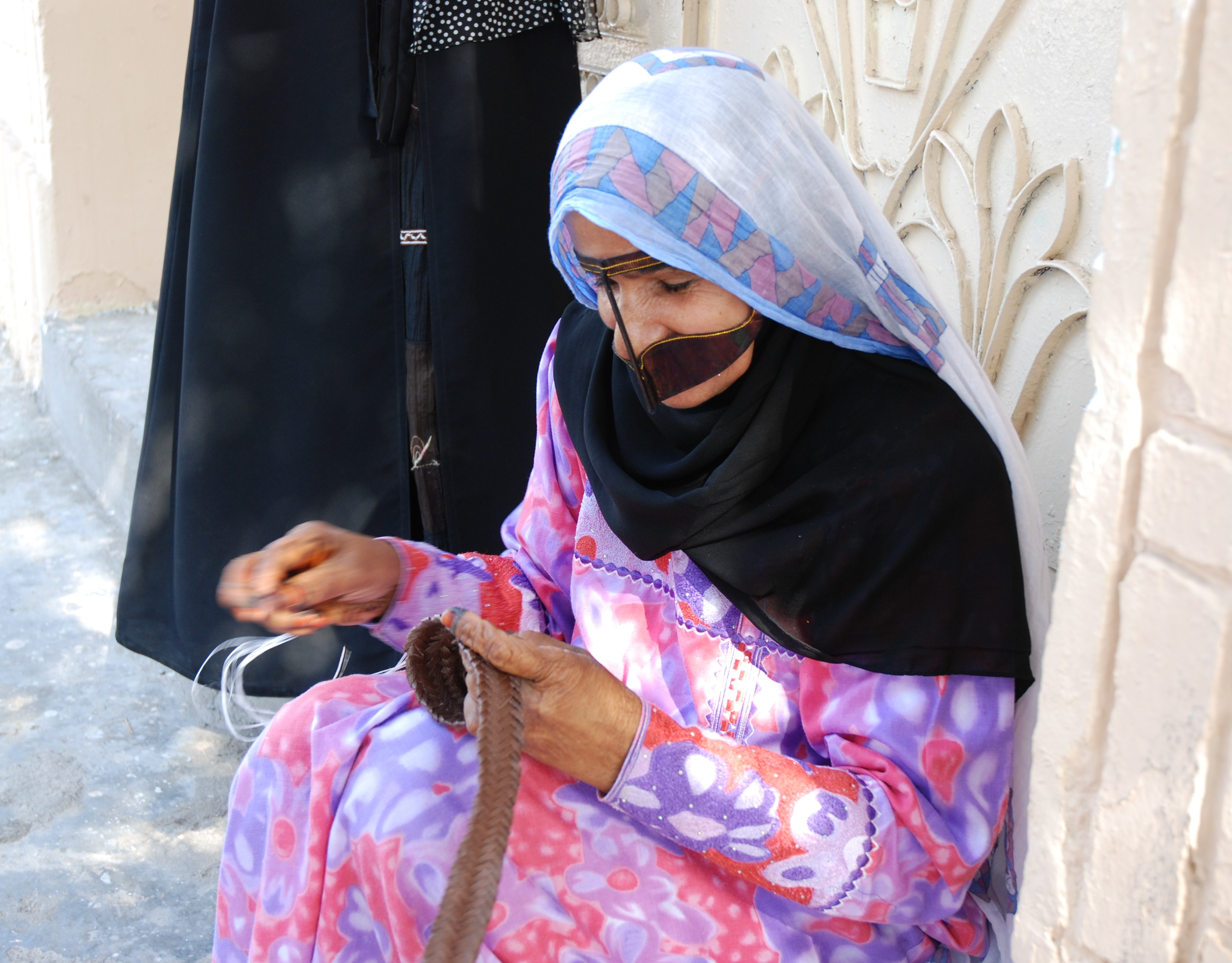
Kézműves Ománból

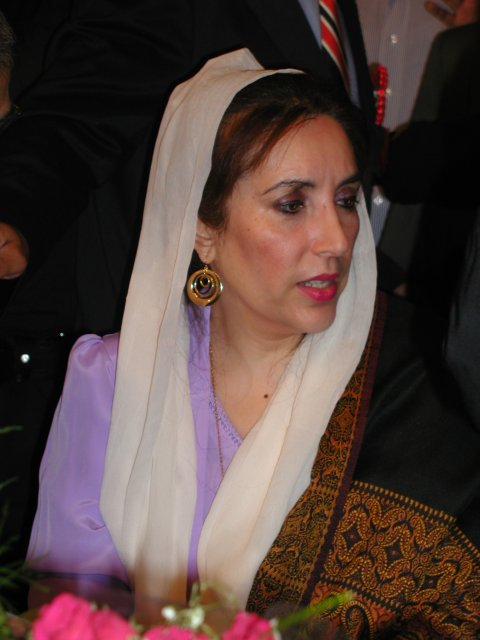
Benazir Bhutto (1953–2007) Pakisztán, az iszlám világ első női miniszterelnöke (1988–1990; 1993–1996)

A muszlim nő társadalmi helyzete és szerepe a modern nyugati és az iszlám kultúrák közötti összehasonlítások egyik sarkalatos pontja. A nyugati civilizáció egyenjogúsági eredményei nem jelennek meg a muszlim közösségekben. Ennek hiányában a nyugati közvélemény barbarizmussal vádolja a muszlim társadalmat, amely szerinte elnyomásban tartja asszonyait. Az iszlám szerint a „muszlim nő” nem egy létező személy, hanem egy szerepkör, amely egy rendkívül régi és sokrétű kultúra teremtménye.
A Korán a nők vallási egyenlőségét hirdeti. A nő a család alapja, a háborítatlan családi élet megóvása érdekében nem teszik ki őket a külvilág veszélyeinek, elzártságukat (hárem) ezzel magyarázzák. A férjes asszony férje engedélye nélkül nem mehet sehova, a házba sem engedhet be senkit, nem beszélhet idegenekkel.
A történelemben ennek ellentmondva számtalan példát találunk arra, hogyan alakították a hárem hölgyei világbirodalmak sorsát, de kisebb közösségekben a család életét is aktívan befolyásolják.
Tagadhatatlan, hogy az iszlámban a nő jogi tekintetben másodrangú állampolgár. Így például, miközben a férfinak négy felesége lehet, addig a nő, ha egynél több férje van, házasságtörést követ el. A férj elválni tanúk kijelentésével, a hozomány visszaadásával tud, míg a feleség csak akkor, ha a férje bizonyíthatóan jelentős szabályt szegett. De ezt példázza az is, hogy csak fele annyit örököl, mint a fiútestvére, vagy tanúvallomása is csak fele annyit ér, mint a férfiaké. A nő csak muszlim férfihoz mehet feleségül, a férfi viszont közös tőről fakadó monoteista vallású nőt is elvehet. Ennek oka az, hogy a családban a férfi viszi tovább a vallást és így biztosítják az utódok iszlámban való nevelését. A Korán ugyan nem írja elő, hogy a nőket elzárva, háremben kell tartani, de utalásokat tesz rá, illetve nem említi a csadorviselés kötelező jellegét, ám az általános rendelkezésekből, a Korán bizonyos értelmezéseiből, illetve a hadíszokból levezetik ezeket a szokásokat.
A nőkre vonatkozó rendelkezések az eltérő kulturális hagyományok szerint államonként is változnak. Iránban például úgynevezett csadorrendőrség működik, és egyes vidékeken a házasságtörő asszonyokra kirótt kegyetlen büntetés a megkövezés. Ezek a középkort idéző törvények azonban egyre inkább ellentétes hatást váltanak ki a társadalom fiataljai részéről, és sokszor új megoldásokra vezetnek a párkapcsolatok terén.
Ugyanakkor szem előtt kell tartani, hogy a tradicionális iszlám, sajátosságából eredően formalisztikus, és rendkívül kötött hagyományokra épül. Az említett és még sok ezernyi, nőket érintő szabály akkor jött létre, amikor azoknak a közösség szempontjából túlélést biztosító szerepe volt. Ezekhez a különböző irányzatok és jogi iskolák jellegüknél fogva akkor is ragaszkodnak, ha a társadalom időközben gyökeres változásokon ment át.
A muszlimok többsége nem ismeri el a nők hátrányos megkülönböztetését, hanem a férfi és nő közötti eltérő szerepkörnek tulajdonítja azt. A nő ugyan feleannyit örököl, mint a férfi, azonban a muszlim családban a férfi feladata a nő eltartása, még akkor is, ha az gazdagabb. A nő viszont saját örökségével szabadon rendelkezik. A többnejűség széles körű elterjedését viszonylag korlátozza, hogy a férjnek mindegyik feleségével azonosan kell bánnia (ezt az iszlám jog szigorúan veszi) az apró ajándékoktól kezdve az együtt töltött éjszakák elosztásáig. A válásban megmutatkozó egyenlőtlenséget némileg ellensúlyozza, hogy a már említett, házasságkötéskor kialkudott összeg nagyobb részét, a férjnek a feleség részére váláskor ki kell fizetnie. Ez jelentős visszatartó erőt jelent.
Bár a muszlim államokban a történelem során női uralkodók igen ritkán fordultak elő, azért erre is található példa Sadzsar ad-Durr Ajjúbida egyiptomi szultána személyében (1239–40), sőt az indiai Bhopálban női uralkodóház is létrejött (Begum dinasztia 1844–1926).
A muszlim nő szerepének értelmezése során iszlám fanatikusok csapnak össze nyugati feministákkal, ahogy a hagyománytisztelet őrzői, az ulemák a társadalom világi vezetőivel vagy a belső reformerekkel, miközben a nők helyzetének tárgyilagos vizsgálata a Korán tilalmai miatt rendre elmarad.
A világi modernizációs folyamatok az iszlám világában is éreztetik hatásukat, jelenleg egyre több nő próbál részt venni a közéletben, a szigorúbb muszlim államok is észlelik a nők társadalmi szerepvállalásának növekedését. Történelmi szerepüket a 20. század iszlám mozgalmai során is bizonyították. Halide Edib Adıvar 1919-ben, fátyol nélkül tartott beszédével Törökország lelkiismeretét idézte meg, az algíri nők Algéria francia gyarmati felszabadítása ellen léptek fel egységesen, csakúgy, mint az 1978–79-es iráni forradalom idején.
A kétségkívül felfedezhető, a nők helyzetét érintő társadalmi változások azonban nem járnak szükségképpen azzal, hogy az emancipációs törekvések mellett, a nők a vallástól is eltávolodjanak. Ahogy a nyugati életvitel és média egyre inkább hozzáférhetővé válnak számukra, a modernizációt a tradicionális hívők a lelki élet tisztaságát hangsúlyozó vallás elleni támadásként élik meg, amire fokozottabb vallásossággal reagálnak. Ma már a világi muszlim többségű államokban is megnövekedett a fejkendőt, vagy csadort viselő nők száma csakúgy, mint a nyugati muszlim diaszpórákban a vallási jogaikért szót emelő diákoké.

### A muszlim élet szakaszai

#### Születés és gyermekkor

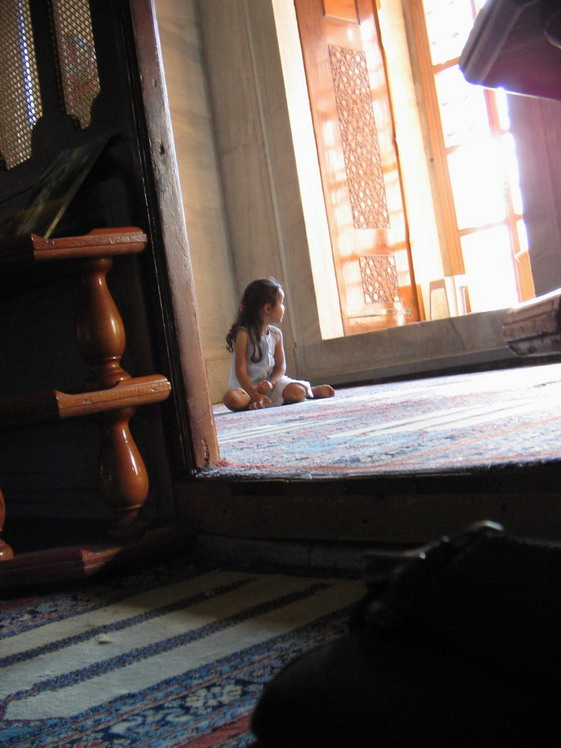
Kislány a Szulejmán-mecsetben, Isztambul. A nők külön, számukra elkerített helyen vesznek részt a közös imádságban, hogy az ima kötelező meghajlásaival ne vonják el a férfiak figyelmét az ájtatosságtól

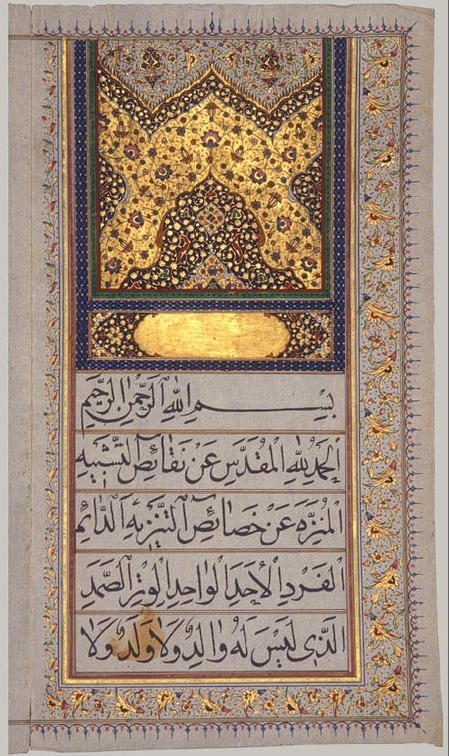
Házassági szerződés 1874-ből

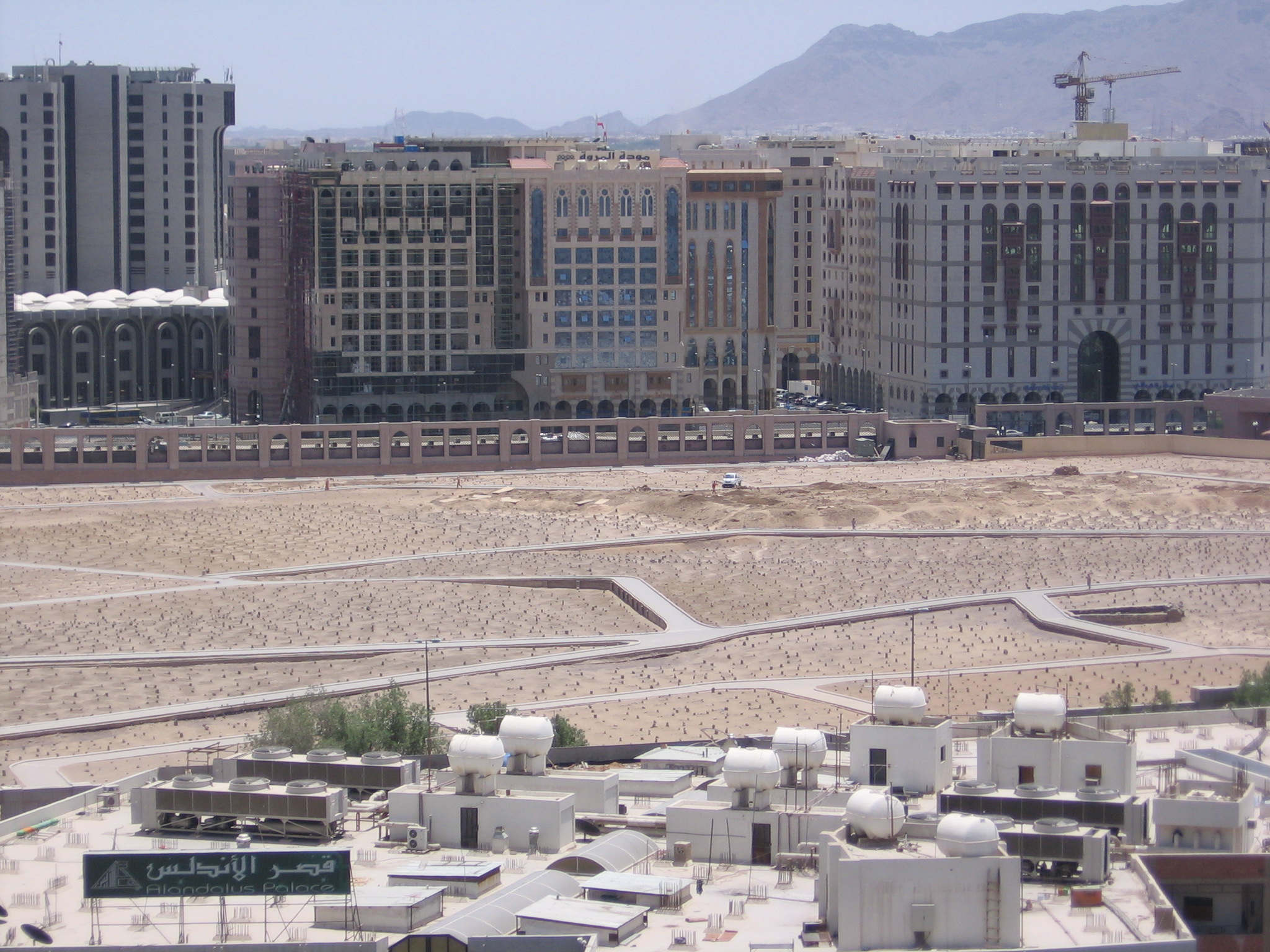
Medinai temető: „egyenlőség Isten előtt”

Amint a gyermek világra jön, a saháda, azaz a hitvallás szavai köszöntik, melyet a fülébe suttognak. Ez az első mondat amit meghall, ezzel jelzik, hogy az újszülöttet a muszlim közösség (umma) tagjai közé fogadják. Az összegyűlt rokonság imát mond felette, melyet természetesen a hitvallással vezetnek be.
Hét nap múlva a rokonok körében nevet választanak a gyermeknek. A haját ekkor leborotválják és ugyanennyi súlyú aranyat adnak a szegényeknek. Egyes országokban, ha a fiúgyermek egészséges, ekkor kerül sor a körülmetélésre is, amely általános és bevett szokás, habár nem törvény. Ha ez a szertartás újszülött korban elmarad, a későbbiekben, akár 7-10 éves korban kerül sor rá, ekkor a fiúk gazdag jutalomban részesülnek.
A női körülmetélés (vagyis a női nemi szervek megcsonkítása) nem vallási előírás (ősi afrikai eredetű szokás). mégis az iszlám államok többségében a mai napig rendkívül elterjedt. Az 1990-es években évente kétmillióra, összesen 80-130 millióra becsülték az iszlám vallású körülmetéltetett nők számát Különböző tévhitek kapcsolódnak hozzá – például hogy szükséges a szüléshez, megszépíti az arcot, a folytonos szexuális vágyat elhárítja – azonban az eljárás a nők alárendelésének egyik kegyetlen eszközéül szolgál.
A modernista muszlimok a népi vallásosság és babona barbárságot idéző maradványának tartják, illetve nem végzik Iránban, Irakban, Jordániában, Líbiában és Szaúd-Arábiában.
Négyéves korban a gyermek megkezdi tanulmányait, elsőnek a biszmilláh arab nyelvű bemagolásával. Az oktatás ebben az időszakban nem a világi tudományokban való elmélyülést célozza, hanem a muszlim közösség alapvető szabályainak elsajátítását a higiénia, a viselkedéskultúra és a közösségi kapcsolatok terén, a Korán és a Próféta hagyományainak (hadíszok) alapján. Ezek a legapróbb részletességig taglalják azokat az utasításokat, amelyeket a mindennapi életben a hívő muszlimnak követnie kell. Nemcsak az imát megelőző rituális mosakodás terén, hanem az illemhely használatától az öltözködés, a haj- és szakállviselet, az illendő társas érintkezés etikai és erkölcsi normáiban is. Az oktatás fiúk esetén a gyermek életkorának növekedésével, világi és vallási iskolákban történik (→ Medresze).

#### Házasság
A házasság nem szentség, hanem szerződés, melynek során a férj hozományt fizet a feleségnek (és nem az apósának) két részletben: az első (kisebb) részletet azonnal, a másikat akkor, ha esetleg válásra kerülne a sor. Ha a nő válik a férjétől, akkor az első részletet visszafizeti. A nőnek nem kell a férje nevét felvennie. A házasságok többségét a szülők, rokonok hozzák össze, remélve, hogy az ő tapasztalatukkal, körültekintésükkel a házasság hosszú életű lesz, illetve ettől várják a családi háló és a vagyoni kötelékek további erősödését. Ezzel együtt kerülni kell az erőszakos házasítást, ugyanis egyik fél sem kényszeríthető házasságra, annak akarata ellenére. Az anyagi előnyöket, a házasságkötés szándéka esetén, meg kell előznie a jámborságnak és a tiszta előéletnek. Egyetlen fél sem kerülhet hátrányba vagyoni helyzete vagy külső adottságai miatt.
A szexualitás nem tabu, amennyiben alá van rendelve Istennek. A férfinak örömet kell szereznie asszonyának. A házasság rendkívüli jelentőségű, Mohamed szerint aki megházasodik, az fele vallását tökéletesítette. A kereszténységtől eltérően a tisztasági fogadalom még a dervisrendeknél is szinte ismeretlen. A homoszexualitás halállal üldözendő bűn.
A házasságot nem kell mecsetben, vagy imám jelenlétében megkötni, azonban bizonyos szabályokat be kell tartani. A fogadalom egymásnak szól, közösség jelenlétében, de két tanú mindenképpen szükséges. Részleteket olvasnak fel a Koránból, mivel Allah a leghatalmasabb tanú. Két-három nap együttlét után kerül sor a lakodalomra, amely, mint más vallásokban, jelentős közösségi esemény. A házasságkötés előtt mindkét fél kikötéseket tehet. Például a feleség kikötheti, hogy a férj nem vehet maga mellé másik feleséget. A többnejűség az iszlámban engedélyezett, minden férfi négy feleséget tarthat, amennyiben képes mind a négyről egyformán gondoskodni.
A házasságon kívüli szexualitást az iszlám elítéli. A megszületett gyermeknek törvényes, vér szerinti apja kell hogy legyen, akinek kötelessége gyermekéről gondoskodni, és akit apaságától megfosztani nem lehet. Az iszlámban az örökbefogadás éppen ezért törvénytelen, bár az árvaellátás intézményei fejlettek.
A Korán szentesíti az unokatestvérek egybekelését. Ez az arab törzsi szokásokból fennmaradt gyakorlat, amelynek célja a törzsi, vér szerinti összetartozás erősítése, természetesen korszakonként irányzatoktól és iskoláktól függően eltérő megítélés alá esett, és inkább a zárt törzsi közösségekre volt jellemző. A gyakorlatban a fivérek gyerekei közti házasság aránya még itt is ritkán lépi túl az adott helyi közösségben kötött házasságok egynegyedét.

#### Válás
A válás nem jár társadalmi kirekesztéssel. Az iszlám két szabad ember egymással kötött szerződése felbontásának tekinti, amelynek alapja a közös megegyezés. Bár a válást Mohamed nem ösztönözte, lehetővé tette feleségei részére is. A békés elválást jobbnak tartotta, mint a megromlott, elmérgesedett családi légkört. Amikor valamelyik fél bejelenti válási szándékát, kötelező kivárni egy bizonyos időszakot, hogy ha a feleség terhes, akkor az időben kiderüljön. Ha ez után is ragaszkodnak ahhoz, hogy elváljanak, akkor a férjnek ezt két további alkalommal még ki kell jelentenie.
Amennyiben a feleséget házasságtöréssel vádolják, azt négy férfi tanúnak kell igazolnia. Az iszlám a hamis tanúságtételt szigorúan bünteti.

#### A halálozás
A halál eljövetele előtt a haldoklót a köré sereglő rokonok, barátok arra kérik, mondja el a sahádát. Ha erre képtelen, akkor a fülébe suttogják, hogy ez legyen az utolsó mondat, amit hall, mint ahogy az első mondat is ez volt, amikor megszületett. Allah neve lepecsételte a fülét, mint ahogy a születéskor megnyitotta a világ felé. A rituális lemosás után, amilyen gyorsan csak lehet (általában 24 órán belül), egyszerű, a férfiakat három, a nőket öt varratlan lepedőben eltemetik. Erre a célra a mekkai zarándoklaton viselt öltözetét (amennyiben azon részt vett) használják fel.
A mártírokat nem mossák le, vérük bizonyíték Allah előtt áldozatukra, és haláluk helyén temetik el őket, amennyiben erre lehetőség van. A temetéshez nem vesznek igénybe koporsót. Arccal Mekka felé helyezik örök nyugovóra az elhunytakat. A sírkőállítás nem megengedett, ez jelképezi az egyenlőséget Isten előtt. A gyász általában visszafogott, és néhány nap után a család élete visszatér a rendes kerékvágásba. Az özvegyek gyásza tovább tarthat, de 130 nap után már újra házasságot köthetnek. A szunniták és a síiták szokásai ebben is eltérnek. Az előbbieknél általában negyven nap a gyászidő, de a síitáknál közben nevezetes napokat is tartanak.

### Etikai kérdések: fogyatékosság, abortusz, eutanázia
Az iszlám tanítása szerint minden dolognak, így a szenvedésnek, betegségnek, fogyatékosságnak, és az ezzel összefüggő gyógyulásban való reménynek is értelme van, az isteni bölcsesség célját nem ismerhetjük. A hit képességével minden lélek rendelkezik, tehát bármennyire sérült, fogyatékos az ember ezen a világon, a lelkének a végső elszámolásnál hinnie kell Istenben ahhoz, hogy a Paradicsomba kerülhessen. A sorsban, elrendelésben való hit azonban nem azt jelenti, hogy a betegséget, illetve a fogyatékosságot nem kell kezelni. A sérült, fogyatékossággal élő emberekkel figyelemmel, tisztelettel, megbecsüléssel kell bánni és ugyanolyan jogok illetik meg őket, mint az ép, egészséges embereket.
A szunnita irányzaton belüli 4 klasszikus iskola megegyezik abban, hogy a terhesség első 4 hónapja (120. napja) után az abortusz törvénytelen, jogtalan, tiltott és egyenértékű a gyilkossággal. Sok jogtudós, arra hivatkozva, hogy „ha valaki két rosszal (bűnnel, gonoszsággal) kerül szembe, akkor a kettő közül a kevésbé rosszat kell választania", úgy véli, az abortusz a 4. hónap után is végrehajtható, amennyiben az anya élete komoly veszélyben van. A vallástudósok többsége ezt megelőzően sem engedi meg a terhességmegszakítást, bár bizonyos fogamzásgátló módszerek alkalmazása ellen (coitus interruptus) nem emelnek szót.
Az iszlám vallásjog tudósai az öngyilkosság és eutanázia minden formáját bűnnek tartják, ugyanis senki nem rendelkezhet sem a saját, sem mások élete felett.

### Étkezés
Az iszlám, a zsidó valláshoz hasonlóan, megfogalmaz bizonyos étkezési előírásokat a hívők részére. A megengedett ételeket halalnak nevezik, hasonlatosan a zsidók kóser szavához. A disznóhús és származékai kategorikus tiltás alá esnek, csakúgy, mint a döghúsok, a vér, vagy vérrel szennyezett ételek. Azok a húsok, amelyek nem éles késsel, az állat torkánál átvágott állatból származnak, hívő muszlim számára nem fogyaszthatók. A vágás során áldást kell mondani. Jellemzően az iszlám aprólékos szabályrendszerére, a hadíszok tartalmazzák, hogy például a halak és sáskák esetében úgy az áldás, mint a rituális vágás elhagyható.
A bor fogyasztását a Korán kifejezetten megtiltja, ám ezeket jogtudósok folyamatosan kiterjesztették más szeszes italokra, párlatokra, főzött alkoholos italokra is. A dohány és kávé élvezete azok megjelenése után (15–16. század) kezdetben szintén tiltott volt. A dohány esetében megoszlanak a vélemények, a szigorú vahhabita irányzat ma is hevesen ellenzi.

### Öltözködés

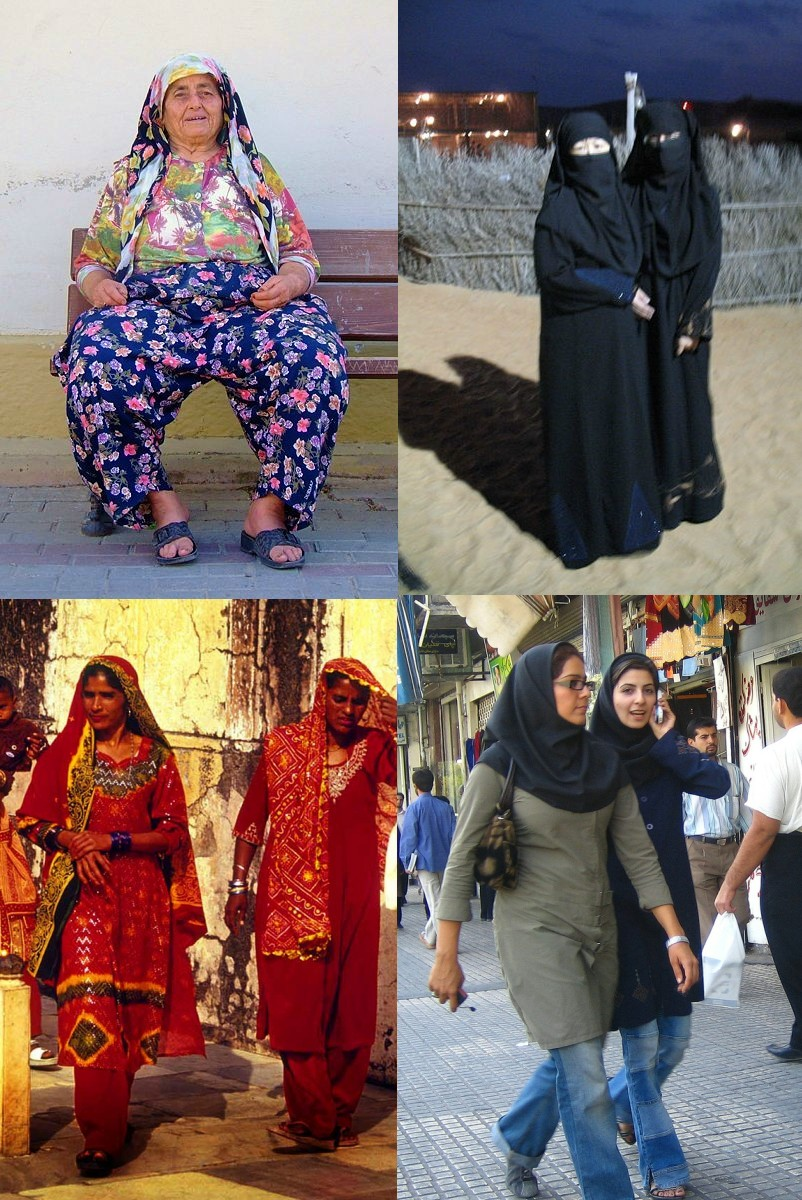
Női viseletek

Számos hadísz megemlékezik arról, hogy muszlimoknak tilos úgy öltözködni, mint a nem muszlimoknak, ezért a ruházat egyedi jellege a történelmi koroktól fogva a mai napig az identitás egyik kifejezőeszköze. Számtalan változatban, a különböző népek kultúrájának árnyékában alakultak ki a ma ismert formai jegyek.
A testet teljes egészében beborító, egykor nyugaton is ismert öltözet a kaftán, amelyet ma már a Közel-Keleten szinte kizárólag a nők hordanak. Az eredetileg bő, derékban megkötött nadrág a pizsama (perzsa szó, láböltözetet jelent). A forró sivatagi vidékeken, így Arábiában, megszokott viselet a fehér színű, bő, egész testet befedő férfi ruhadarab, a szob, vagy más néven disdása is, de Egyiptomban is gyakori, galabíjja elnevezéssel. A kafijja négyszögletű fejfedő, amelyet általában fekete pánttal (ikál) rögzítenek. A kafíja mintázata és színe a törzsi hovatartozást jelképezi, Palesztina területén is elterjedt. A gyapjúból készült csuklyás köpeny a burnusz. A legismertebb viselet a turbán (imáma), amelyet fejfedőként hordanak. A turbánt a 19. század elején felváltotta fez, amelynek a formája a kalaptól eltérően lehetővé tette az ima szertartásainak elvégzését is.
Az abaja a kéz, a láb és az arc kivételével, az egész testet befedő női ruhadarab, amelyet nikábbal (arc elfedésére szolgáló fátyol) hordanak. Vannak nők, akik ehhez fekete kesztyűt is húznak. A burka ugyanennek Afganisztánban meghonosodott változata, fekete, illetve kék színben, ami az egész testet elfedi, csak a szemnek hagyva egy kis rést. A csador az iráni nők nyilvános viselete, amely egy félkör alakú, elöl nyitott ruhadarab, a fejre terítve, elöl kézzel összefogva, vagy végüket derekukra tekerve viselnek. A hidzsáb négyszögletű kendő, amelyet a fejre helyeznek, vagy az arc elfátyolozására használnak.

### Az iszlám művészete

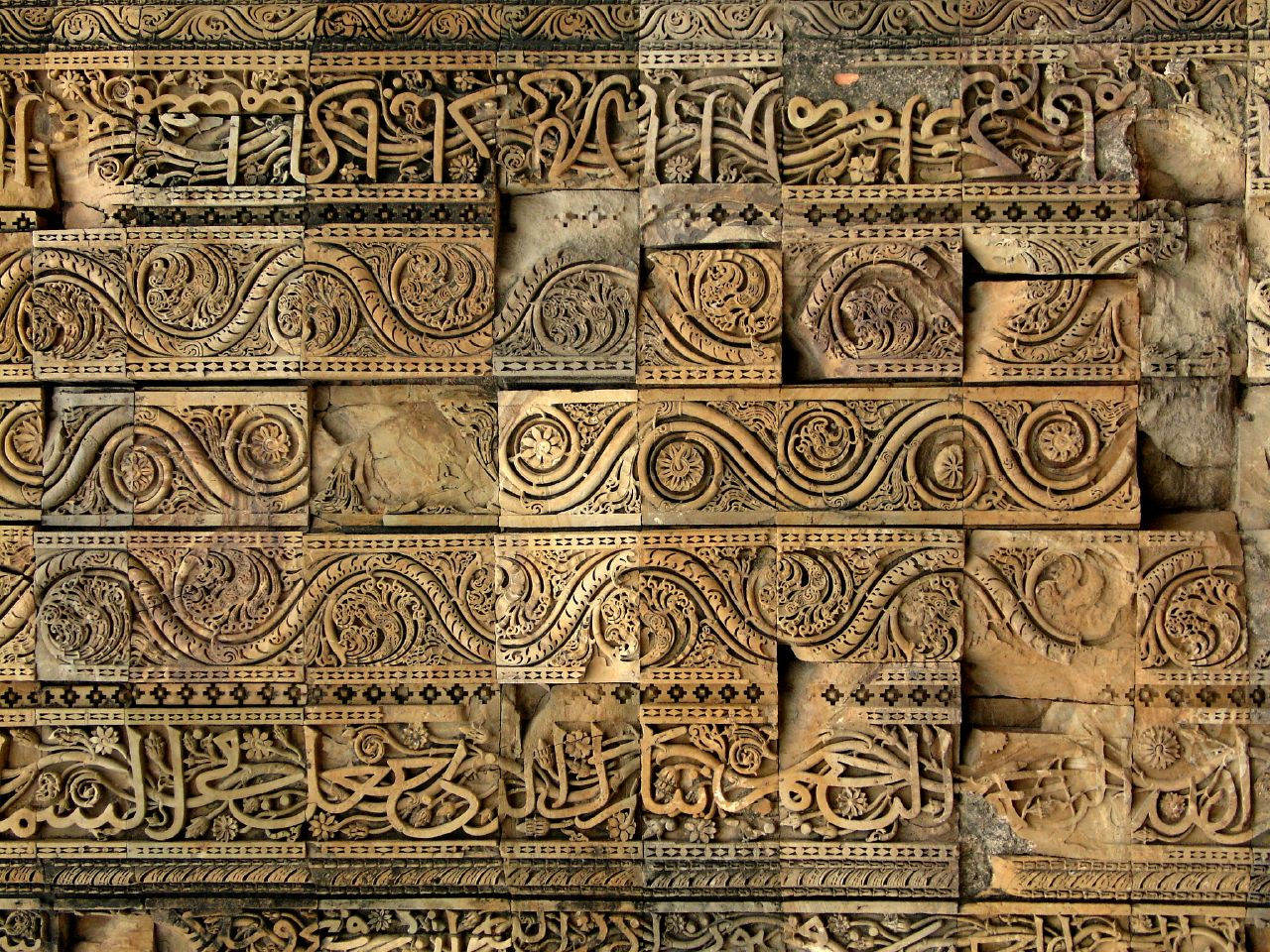
Kutb Minar-mecset Delhi, Mogul korszak

A muszlim művészet különböző gyökerű, esetenként évezredes civilizációk talaján alakította ki új formavilágát, így jellegét meghatározza, hogy milyen módon telepedett rá, vagy utasította el az elfoglalt területek kultúráját, illetve építette be a saját, a hit előírásai által alakított elképzeléseibe. Az iszlám különleges építészeti megoldásokat igénylő építménye, a mecset kialakítására vonatkozó elvárások nemcsak a technika, a tudomány, a matematika fejlődését segítették elő, hanem befolyásolták a díszítőművészetek, csempék, faragások, üvegművesség, festett fali díszek és leginkább az iszlám kalligráfia fejlődését is.
A Korán nem tiltja egyértelműen az élőlények ábrázolását, azonban a képekre való utalásokat a vallástudósok többsége a képábrázolás tilalmának értelmezi. A Korán szerint csupán Isten képes életet teremteni, és mivel a vallás szükségszerű alapvető jellegzetessége a bálványok elutasítása, az élet képi ábrázolását a muszlim teológusok bálványimádásnak tekintették. A művészettörténészek álláspontja jelenleg az, hogy a képtilalom a földközi-tengeri mediterrán, illetve később Indiában és Közép-Ázsiában fellelhető gazdag képi világtól való idegenkedés eredménye.
A művészet, különösen a szúfizmus térhódításának korától, az isteni átlényegülés eszköze volt, de az írásművészet már a kezdetektől misztikus jelentőséggel bírt. A 12. század folyamán, különösen a perzsa nyelvű költészet jelentősen hatott a művészetek alakulására is. A teljes iszlám világ kulturális hagyományai azonban a vallási és etnikai sokféleség miatt rendkívül változatosak, mással össze nem téveszthetők és nagy formagazdagsággal rendelkeznek.

### A tudomány szerepe az iszlámban

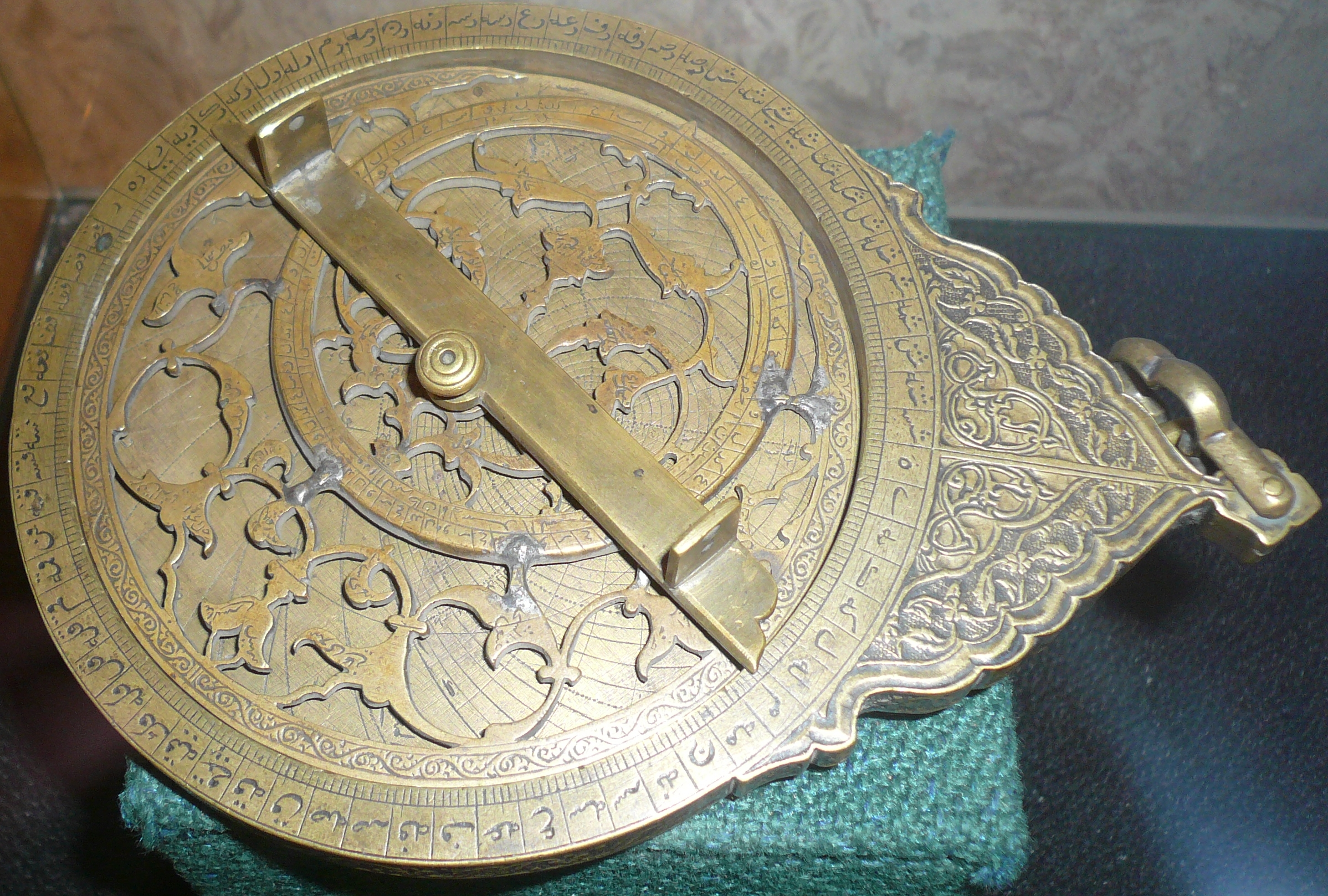
Planiszférikus asztrolábium, 17. század, Buhara

A középkori arab tudomány eredményei az európai civilizáció fejlődésében is meghatározó jellegűek. Kialakulásában az iszlám kultúrájának, a vallás előírásainak is kiemelkedő szerepe volt. A Korán nagy súlyt fektetett a tanulásra, és a tudás (ilm) megbecsülésére buzdított. Az iszlám értelemről alkotott fogalma szerint ugyanis a vallás és a tudás összeegyeztethető. Az Arab-félszigetről kiinduló erőteljes iszlamizáció a mai Spanyolországtól Indiáig terjedő térségben egységes civilizációt, kulturális értékrendet és tudományos szemléletet alakított ki, melynek egyik alapja a tudás iránti tisztelet. A közös nyelv az arab, amely akkoriban a térség közvetítőnyelve volt. Virágzása a 9–11. században, az Abbászida hatalomgyakorlás idejére esett, de a 16. századig éreztette hatását. Sok tudományos szakkifejezés arab nyelv, később perzsa nyelv közvetítésével jelent meg az európai tudomány szótárában, például a kémia, alkímia, algebra, alkohol, de az amulett, karát, zenit szavaink is innen erednek. Európába a muszlimok tudományos munkája részben Szicílián keresztül áramlott, azonban a legfontosabb közvetítő a mai Spanyolország volt, ahol korszerű arab egyetemek működtek, így Toledóban, Segoviában, Salamancában.
Már a hódítások első időszakában kutatás indult az ókori görög filozófusok művei után, Szókratész, Platón, Arisztotelész, vagy az orvos Galénosz műveinek fordítása és feldolgozása indította el az arab nyelvű tudományok fejlődését. A muszlim gondolkodók nem pusztán átmentették az ókori műveket, hanem eredeti módon közelítettek ezekhez, kiegészítették, átdolgozták, bővítették. Ibn Rusd (Averroës 1126–1198) munkássága az iszlám filozófia csúcspontja. A világ örökkévalóságának és kezdet nélküliségének hirdetőjeként gyakran került összetűzésbe az iszlám ortodoxiával.
Az arab orvostudományt nem kötötték vallási előírások, és szabadon tanulmányozhatták az emberi test felépítését a keleti (kínai, indiai) és az egyiptomi orvoslás hagyományai alapján. Rázi (Rhases, 860–932) és Ibn Színá (Avicenna, 980–1037) diagnosztikai művei az orvosi iskolák kötelező tananyagát képezték a nyugati világban is. Az arab matematikusok felfedezték a logaritmusokat (al-Hvárizmi (780–845)), szinusz és tangens táblázatokat készítettek, bevezették a „0” fogalmát. A muszlim naptár jeles időpontjainak pontos meghatározásában a csillagászat tudománya különösen nagy szerepet játszott. Néhány csillag neve, például a Vega, Betelgeuze, Rigel, Aldebaran arab eredetű, vagy a Ptolemaiosz-féle görög elnevezés arab fordítása.al-Battání (†929), aki csillagászati megfigyeléseivel mindössze 24 ívmásodperccel mérte el a napév hosszát, al-Bírúní (973–1048) a föld hosszúsági és szélességi köreit számolta ki.
A kémia területén kidolgozták a víz és az illó olajok desztillálásának módszerét. A kínaiaktól eltanulták a papírkészítés technológiáját és tökéletesítve adták tovább Európába. A tinták és festékek, az üveggyártás és kerámiák, textil- és bőrkikészítés módozatai már a 9. századtól ismertek voltak. A szél- és vízkerekek, duzzasztóművek, gátak és malmok a muszlim világ megszokott képéhez tartoztak. Az öntözési technikák és csatornázási művek a mezőgazdaság sikeréhez járultak hozzá, a szivattyúk elterjedése a bányaiparban segítette az ásványok felszínre hozatalát.
Kidolgozták a tudományos módszertan alapjait, amit a természettudományok mellett a társadalomtudományokban is hasznosítottak. Ibn al-Aszír (1160–1233) és Ibn Khaldún (1432–1406) csaknem a mai történelemfelfogás alapján írták hatalmas történeti és társadalomfilozófiai műveiket.

## Kereszténység és az iszlám
Az iszlám viszonya a nagy vallásokhoz nem mentes ellentmondásoktól, amely a történelem folyamán számtalanszor generált véres összetűzést és békés együttműködést egyaránt. Teológiai és dogmatikai szempontból a muszlimok saját vallásukat, egyszerűsége miatt, a legjobbnak tartják: „Ő Allah, az egyedüli”. Éppen ez az egyszerűség az, amely miatt a vallás ezernégyszáz éves fejlődése alatt világszerte hívek százmillióit tudta maga mögé állítani, és egységes kultúrát, civilizációt létrehozni. A keresztények azonban éppen ezt az egyszerűséget utasítják el az iszlámban, mondván, hogy nem képes olyan magas etikai tartalommal telítődni, mint a keresztény vallások: „Mohamed azzal alapított birodalmat, hogy ölt, Krisztus azzal, hogy megölettette magát”. A keresztények istene személyes, alászáll az emberhez és osztozik sorsában, Allah azonban végtelenül elkülönült és abszolút transzcendens. Ennek ellenére a kereszténység megkülönböztetett figyelemmel fordul az iszlám felé, amennyiben annak híveit többnyire nem tekinti pogánynak, hiszen ahogy a zsidók, úgy a muszlimok is egy istenhez imádkoznak. A keresztények fenyegetettsége a hódító iszlám évszázadaiban a mai napig kihat az iszlám megítélésére. Már a 8. században is voltak, akik Mohamedben az Antikrisztust látták, Luther Márton az ördög eszközét. Jelenleg ezt a nézőpontot iszlamofóbia szóval illetik, vallási és világi szószólói is vannak. Az iszlám Jézust prófétának tartja, aki szintén az egyistenhit szószólója volt, ám tanait követői meghamisították. A kereszténységgel szemben a muszlimok legnagyobb ellenállását a Szentháromság-tan váltja ki, mivel az ellentmond Isten kizárólagosságának, ami Isten mellé bármilyen lény társítását bűnnek tekinti.
A keresztény-iszlám párbeszéd lehetőségeinek szempontjából a muszlim többségű Egyiptomban élő Henri Boulad hatféle iszlámot különböztet meg:
- 1. a korszerűsödő, nyitott, liberális iszlám – ide tartoznak azok akik a politika és a vallás szétválasztását és ezzel a laicitás elvét támogatják;
- 2. a szufizmus – az iszlám misztika;
- 3. a népies iszlám – ez a muzulmánok túlnyomó részének vallása. Életvitelük az iszlám öt pillérére épül, ezt élik anélkül, hogy túl sokat kérdezgetnének;
- 4. a hivatalos, ortodox iszlám – ez a konvencionális, hagyományos iszlám nem ismer mást, mint a Koránt, a Szunnát és a sariát; jellemző alakja Saarávi sejk, aki több mint egy évtizeden át vezette az egyiptomi televízió vallásos fórumát és azzal dicsekedett, hogy negyven éve nem vett könyvet a kezébe, hiszen a Koránban minden benne van;
- 5-6. a politikai iszlám vagy iszlamizmus
  - a mérsékelt irányzat a társadalom folyamatos megváltoztatását lassú fejlődéssel kívánja elérni, beszivárogva a struktúrákba és beépülve a törvényhozásba;
  - a radikális irányzat a forradalmat, az erőszakot, a háborút és a terrorizmust dicsőíti – ehhez az irányzathoz fűződő néhány jelképes név és fogalom: Szaíd Qotb, dzsihád, Gamaat Iszlamija, Hezbollah és néhány ország, mint Irán és Szudán.

## Az iszlám az ezredfordulón

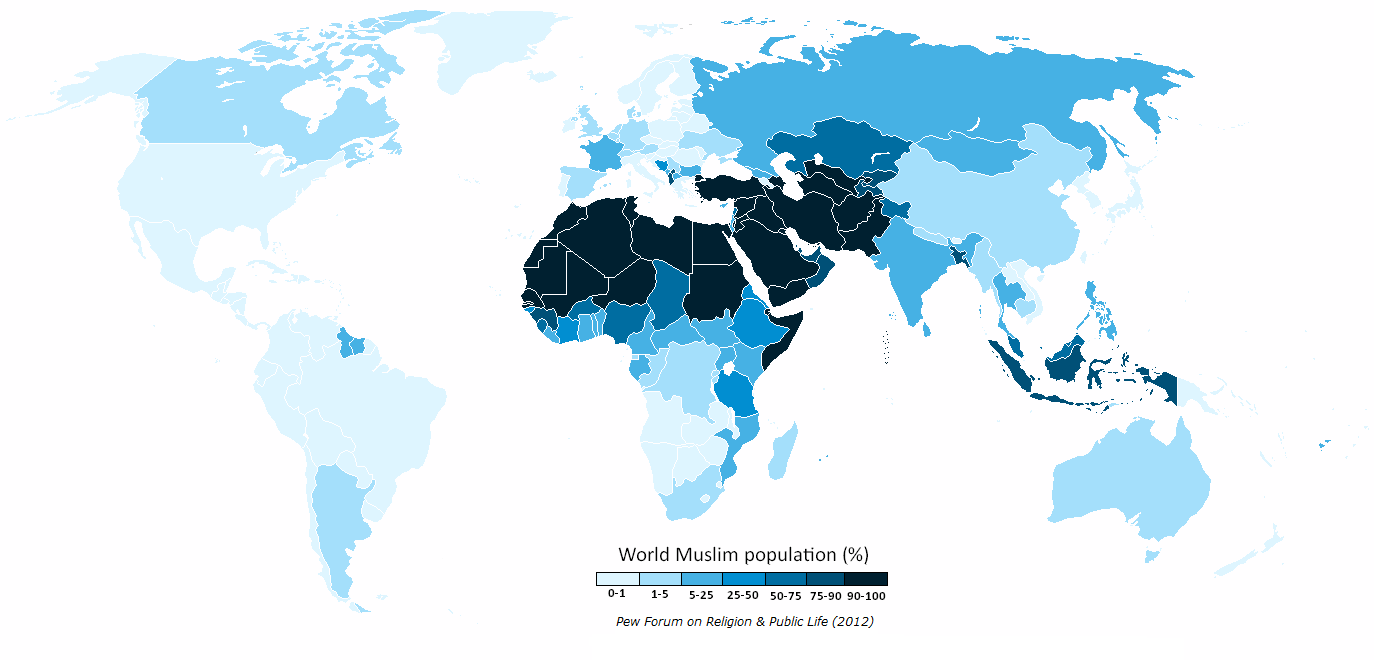
Az iszlám hívők százalékos megoszlása a Földön 2009-ben

A muszlim társadalmak öntudatra ébredése az ötvenes évektől figyelhető meg, a térség nyugati befolyásának fokozatos csökkenése után, amikor különböző pán-iszlám szervezetek jelentek meg, elsősorban a közel-keleti térségben. A szervezetek jellegét egyrészt a vallási identitás erősítése iránti igény, másrészt a politikai, gazdasági feltételek alakulása indokolta. 1962 májusában Muszlim Világliga (Rábitat al-álam al-iszlámi) néven mekkai központtal vallási szervezet alakult, amely irodáin keresztül világszerte képviseli és terjeszti az iszlám vallási ideológiát, és küzd az azzal ellentétes nézetekkel. Vezetői évente a mekkai zarándoklat alatt gyűlnek össze és vitatják meg nézeteiket.
A másik jelentős szervezet az 1969-es első rabati iszlám csúcstalálkozó hatására, 1970-től létrejött Iszlám Konferencia, melynek központja Dzsiddában van. A hetvenes évek közepén 43 tagállama volt, első főtitkárát Malajzia adta.
Az iszlám országok külügyminisztereinek találkozóját évente rendezik meg, a témák között folyamatosan napirenden szerepel az arab-izraeli konfliktus, a muszlim függetlenségi törekvések, főleg a távol-keleti országokban, illetve az ENSZ-en belüli iszlám tömörülés létrehozása. Alapítványi és iszlám kulturális központok hálózatával kívánják elősegíteni az iszlám erőteljesebb jelenlétét úgy a nyugati világban, mint a volt Szovjetunió területén, illetve a fejlődő országokban. Bankjainak, médiavállalkozásainak segítségével új tényezőként jelent meg a világpolitika színterén.
A két – vallási és politikai – szervezet kiegészíti egymást. A Liga az évenkénti zarándoklat alkalmával tovább erősíti a minden muszlim számára legfontosabb érzést, a közösséghez tartozás érzését, az Iszlám Konferencia pedig politikai jelenlétével ellenpólust képez a nyugati világ befolyási törekvéseivel szemben. Ehhez nemcsak az elszántsága, hanem gazdasági, pénzügyi feltételei is adottak. Az OPEC 12 tagállama közül 10 iszlám ország, bevételeinek egy részét a pán-iszlám szervezetek fenntartására, az elmaradottabb muszlim államok megsegítésére fordítják. Az innen származó jövedelmekből képesek nyomást gyakorolni a nyugati államokra, mint például az 1973-as arab-izraeli háború idején, amikor embargót léptettek életbe a nyugati olajszállításokra.
A világot behálózó iszlám szervezetek nem csupán e két fő szerveződés köré csoportosulnak. Számtalan karitatív, oktatási, érdekvédő intézmény jött létre a hetvenes évektől kezdődően a nyugat demokráciákban is. Létrehozták többek között az Iszlám Fejlesztési Bankot, amely a muzulmán országokban indított beruházásokat finanszírozza, a Vörös Félhold szervezetet, az Iszlám Tudományos Alapot. Egyre inkább megfigyelhető a muszlim diaszpóra öntudatra ébredése, amelyet egyrészt a jobb élet reményében kivándorolt, de a nyugati kultúrában csalódott vagy beilleszkedni képtelen közösségek indukálnak, másrészt második és harmadik generációs fiatal muszlimok próbálják az iszlám keretei között megtalálni identitásukat. Ezeket a törekvéseket a nyugati demokráciákban a társadalom nagy része fenyegetésnek éli meg. Az oktatási intézmények (medreszék) működését az állam nem ellenőrzi (nem úgy, mint Törökországban, ahol a vallásoktatást az állam felügyeli), így ezek akár szélsőséges eszmék terjesztői is lehetnek. A Brit-szigeteken felháborodással fogadják a muszlim irányítású iskolák bevezetésének ötletét, miközben a zsidó, katolikus, kvéker iskolák működését támogatják. A félelem a 2001. szeptember 11-ei terrortámadások óta fokozódott, annak ellenére, hogy a mérvadó muszlim vallási vezetők többsége azonnal elítélte a merényletet, és azóta is hangsúlyozzák, hogy az iszlám szélsőségesek a muszlim közösségen belül egy meglehetősen törpe kisebbséget képviselnek, amellyel szemben az iszlám főáramába tartozó többség is folyamatos harcot vív. Félelmet gerjesztenek az iszlám terjeszkedésével kapcsolatos különböző előrejelzések, és fiktív forgatókönyvek is.

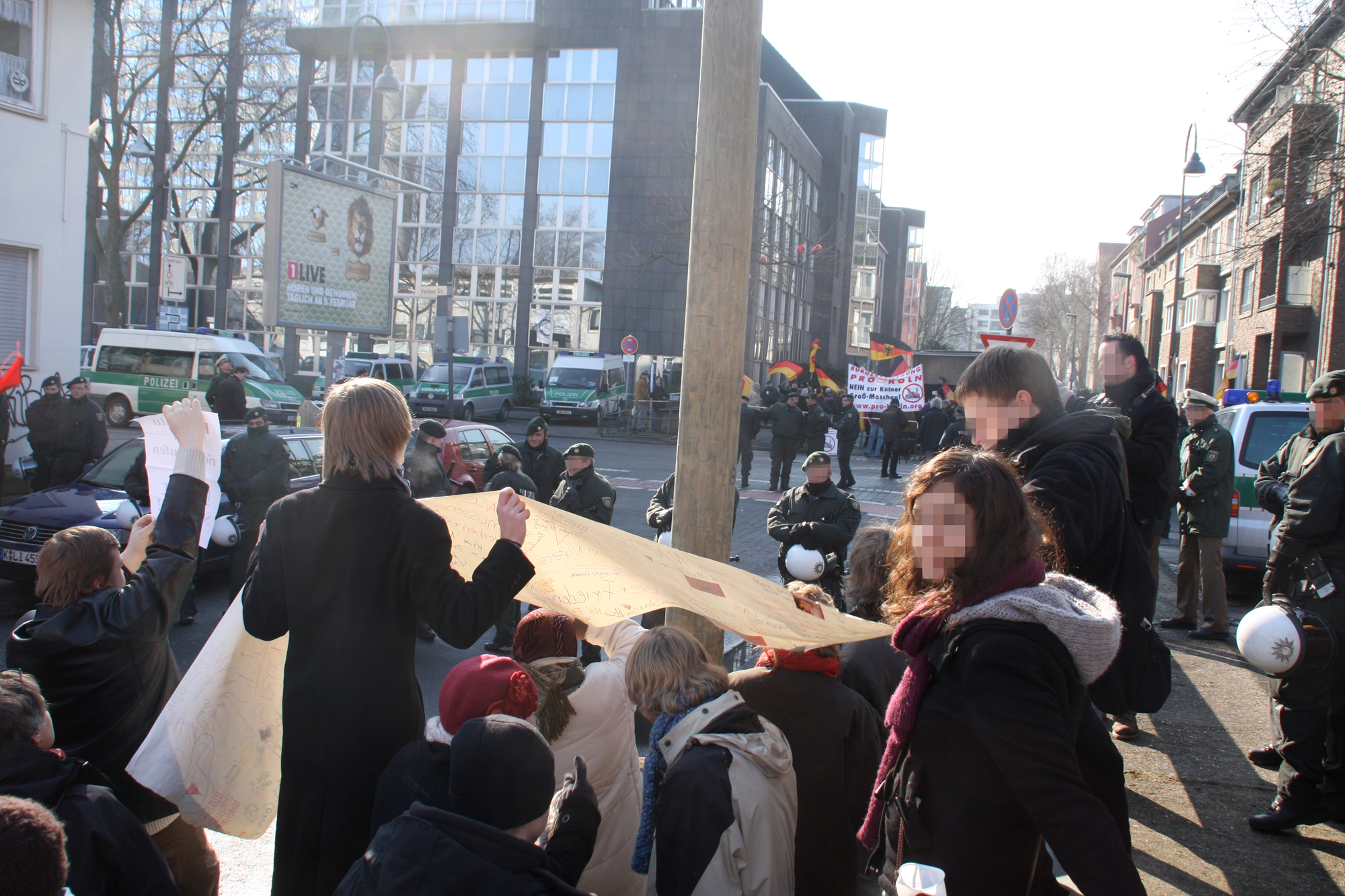
Ellentüntetés a Proköln jobboldali polgári mozgalom mecsetépítést ellenző megmozdulásán (Köln-Ehrenfeld, 2009. február 14.)

Európában megközelítően tizenhatmillió muszlim él (Ebbe nem számítva Oroszország európai területén élő mintegy 16,5 millió főt, valamint a Törökország európai területén élőket. Velük együtt összesen 38,1 millió muszlim él európai területeken.) Az amerikai kontinensen megközelítően 4,6 millió a muszlim él, ebből az Egyesült Államokban mintegy 2,5 millió. Európában körülbelül kétezer-ötszáz mecset áll rendelkezésükre vallási életük gyakorlásához. A már magasabb iskolázottságú, az ötvenes-hatvanas években bevándorolt muszlim szülők gyermekei egyre inkább kötődnek vallásukhoz, és az erősen szekularizált európai társadalmak politikai, kulturális viszonyai közepette küzdenek identitásuk megőrzéséért és vallásuk elismertetéséért. Törekvéseiket nem segítik az egyre nyíltabb idegenellenes cselekmények, és némely esetben a szenzációhajhász média tünteti fel őket rossz színben, amelyek elkeseredett ellenakciókat szülnek. A muszlimok beilleszkedését nehezítik azok a vallási fanatizmusra utaló akcióik is, mint Salman Rushdie könyveinek nyilvános elégetése, vagy a dán karikatúrák miatti felháborodás keltette tüntetéshullám. Ugyanakkor Törökországban a mérsékelten iszlamista kormányzat múzeummá alakít keresztény templomokat, ami érthetően félelmet gerjeszt a nem muszlim lakosság körében.

Az iszlám százalékos megoszlása Európa országaiban, 2010-ben (jelmagyarázat a képre kattintva elérhető)

A Szovjetunió felbomlásával a vallási és gazdasági téren háttérbe szorított volt tagköztársaságok muszlim közösségei is fokozatosan magukra találtak.
Indiában a 21. század küszöbén mintegy 161 millió muszlim él. Nagy létszámuk ellenére is kisebbségben vannak, és a hindu média kirekesztő általánosításainak, valamint a belpolitikai csatározások állandó célpontjai. A hindu–muszlim ellentét nyomai az 1947-es lakosságcsere után évtizedekkel is éreztetik hatásukat. Az iszlám hívőit pakisztáni, kasmíri rokonszenvvel vádolják, nehezen alkalmazzák, gyakran megalázó helyzetbe hozzák őket. A hindu őslakosokkal fenntartott kapcsolatuk mélypontja az volt, amikor szélsőséges hindu fundamentalisták lerombolták egyik mecsetjüket, amivel elkeseredett és szélsőséges ellenakciókra kényszerítették muszlimok tömegeit, mivel az irántuk megnyilvánuló ellenszenvet hitük elleni támadásnak vélték. A hindu–muszlim ellentét a gyújtópontja a szomszédos Pakisztánnal kapcsolatos, folyamatos külpolitikai konfliktusoknak is, amelyek az ezredforduló egyik kiemelt válságövezetévé tették a térséget.
Az iszlám ma egyike a leggyorsabban terjedő és fejlődő vallásoknak, amelynek motorja, mint fennállása óta mindig, folyamatosan változó világunkban is a muszlim közösségek integrációra törekvése és konszenzuskeresése Allah útjának követésére.

## Az iszlám Magyarországon

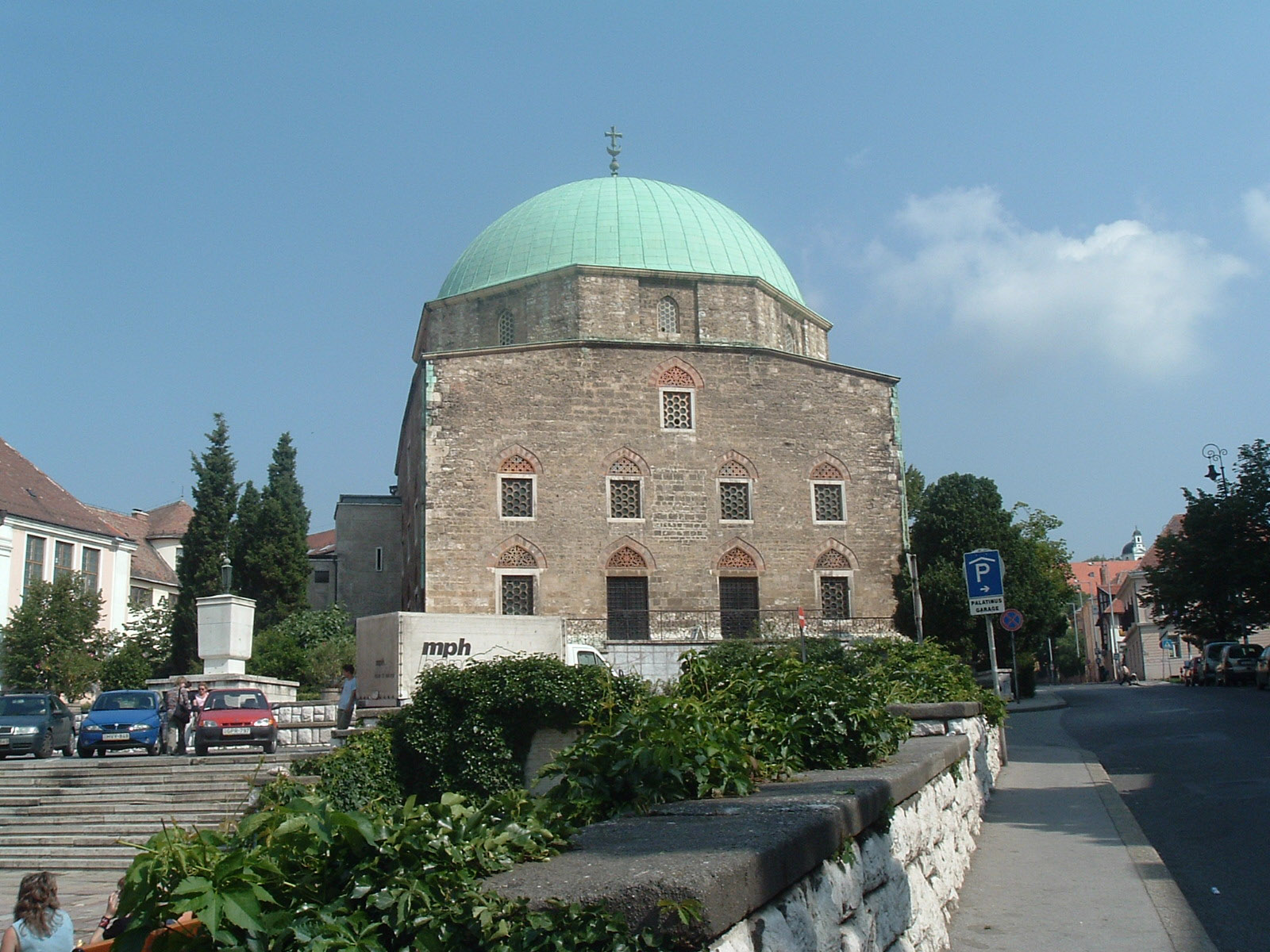
Gázi Kászim pasa dzsámija Pécsett

A magyarság igen korán, és történelme során többször is kapcsolatba került iszlám hitű népcsoportokkal. Már a honfoglalás előtt, a Kazár Birodalom területén érintkezésbe léphettek muszlim közösségekkel, majd a középkor során többször érkeztek muszlim bevándorlók az országba, akik megbecsült harcosok, kereskedők voltak, vagy kézművesekként, esetleg pénzemberekként tagolódtak be a korabeli hazai viszonyokba. A muszlim csoportokat ebben az időben böszörményeknek, izmaelitáknak vagy kálizoknak nevezték az országban.
Általában szabadon gyakorolhatták vallásukat, magas igazgatási és katonai tisztségeket is betölthettek, és bizonyos mértékű védettséget is élveztek. Csak II. András király idejében romlott helyzetük, amikor a király elrendelte a böszörmények számára egy vörös pecsét viselését a ruhájukon, valamint csak keresztény nőkkel házasodhattak össze. Habár ez a gyakorlat a király halála után megszűnt, jelentős mértékben előmozdította a magyarországi muszlim közösség asszimilációját. A 12–13. században a lakosságnak csak néhány százalékát tették ki de számuk növekedett, amikor IV. Béla a tatárjárás népességpusztulását ellensúlyozva muszlim telepeseket (hospeseket) hívott az országba. Később az önálló vallási közösségeik működési lehetősége megszűnt, beolvadtak a magyar népességbe, és áttértek a keresztény hitre.
A török hódoltság időszakában (1526/41–1718), mivel a betelepült muszlimok viszonylag zártan, városokban és végvárakban éltek és nem követte őket az anatóliai földműves népesség, mindvégig megtartották kisebbségi jellegüket. A katonák és a betelepülők nagyobb része délszláv eredetű volt, törökül alig beszéltek, az iszlám vallásnak csak a formai jegyeit gyakorolták. A közrendűek általában keresztény nőt vettek feleségül, a többnejűség nem volt szokásos. Magyarul többnyire jól beszéltek. A jelentős – emberéletben bekövetkező és gazdasági – károk mellett az iszlám vallás felvétele a magyar lakosság körében nem figyelhető meg, főleg azért, mivel az azt felvevő magyarokat renegátnak tekintették, és kitagadták maguk közül a kereszténynek megmaradt magyarok. Általános nézet szerint az Oszmán Birodalom muszlim vallású polgárait jobban érintette a magyar kultúra, mint fordítva. Mecseteket, medreszéket és közfürdőket építettek. 1570-ben, Vácott 374 ház közül 189 volt muszlim vallásúaké. A hitélet ápolására kezdetben a keresztény templomokat alakították át mecsetté, és nagy szerep jutott a kegyes adományokból (vakf) létrehozott vallási iskoláknak, derviskolostoroknak (tekke), ez utóbbiak a szúfi bektási dervisrend fennhatósága alá tartoztak. Nagy becsben tartották és zarándokhelynek tekintették elhunyt szúfi vezetők (sejk) sírjait (türbe), ilyen volt például Gül Baba türbéje a budai Rózsadombon, vagy Pécsett Idrisz Baba türbéje. A török hódoltság területén 900 ezer fő lakott, ehhez viszonyítva kis létszámú volt a katonákkal és polgár lakosokkal együtt 50-80 ezer főt kitevő iszlám vallású török kori népesség.
1517-ben, török zsoldba szegődött magyar katonák érkeztek Egyiptomba, ahol ottragadtak, és felvették a muszlim vallást. Ők a magyarabok, akik idővel elvesztették nyelvi különállóságukat, de identitástudatukat megőrizték.
Az oszmánok kivonulása után a magyar-muszlim kapcsolatokat a nemzetközi politikai tényezők határozták meg. A török porta semlegességét fenntartva támogatta a Habsburg-ellenes Rákóczi-szabadságharcot, melynek végeztével a mozgalom vezetői a birodalom területén levő Rodostóban kaptak menedéket. 1848–49-es forradalom és szabadságharc veresége után több neves főtiszt menekült török földre, többen muszlim vallásra is tértek (Bem József, Guyon Richárd, Kmety György tábornokok).
Az 1878-as berlini kongresszus döntése értelmében Bosznia-Hercegovina az Osztrák–Magyar Monarchia része lett, így mintegy ötszázezer muszlim vallású (hanafita rítusú) polgára lett a Monarchiának, de Magyarországon ez nem jelentett számottevő változást: az 1910-es népszámlálás adatai szerint Magyarországon csak 553 muszlim élt (179 török és 319 bosnyák ajkú, az utóbbiak nagy része katona volt), Bosznia-Hercegovinában pedig 612 137 fő vallotta magát muszlim vallásúnak.
Az iszlám az 1916. évi XVII. törvénycikk értelmében államilag elismert vallás lett a magyar állam területén. Ugyanebben az évben megnyílt az isztambuli Magyar Intézet. Vámbéry Ármin, Goldziher Ignác, később Germanus Gyula erőfeszítésének köszönhetően turkológiát, az arabisztikát és az iszlamisztikát tanították a magyar egyetemeken is, intenzív diákcsere jött létre a két állam között. 1931-ben megalakult a Gül Babáról elnevezett Magyar Mohamedán Autonóm Egyházközség, melynek vezetője Durics Hilmi Husszein volt, a kulturális komité főtitkára pedig Hadzsi Abdul Karim Germanus Gyula. E szervezet volt jogelődje a Magyar Iszlám Közösségnek.
1939 és 1988 között először a német–arab, majd 1945 után a szovjet–arab kapcsolatok határozták meg az ország viszonyát az iszlám országokhoz. 1947-től, akár a többi vallás gyakorlását, az iszlámét is központilag korlátozták. A muszlim közösségek törvényi elismerését 1988-tól számíthatjuk. A fejlődő országokból érkező, magyar egyetemeken tanuló diákok kisebb magánkörökben gyakorolták vallásukat (Muszlim Diákok Egyesülete), az országba érkező muszlim diplomaták és üzletemberek vallási igényeinek kielégítésére szervezett közösségek megalapítására volt szükség. A Magyarországon lelkiismereti okokbol az iszlámra térők következetesen magyarnak vallják magukat, és ettől az időtől törekszenek önálló szervezet létrehozására.

### 21. század
Az országban a 21. században 5-24 ezer muszlim él akik három vallási szervezetbe tömörültek:
- A legnagyobb közösség az Iszlám Egyház volt, amely 2012-ben megszűnt. Ez volt a Dar Al Salam mecset fenntartója, tagjai főleg külföldi üzletemberek, diákok.
- A Magyar Iszlám Közösség főleg magyar tagok részvételével alakult, és ennek – miután az 1916. évi törvényt nem érvénytelenítették – az Állami Egyházügyi Hivatal elismerte a jogfolytonosságát.
- Nagyobb taglétszámmal rendelkező szervezet még a zömmel arabok alkotta Magyarországi Muszlimok Egyháza (MME).

Ezek mellett különböző jellegű iszlám alapítványok és iszlám egyesületek működnek, többnyire külföldi származású muszlimok vezetése alatt. Mindhárom szervezet deklarálja a más egyházakkal kialakítandó baráti viszony fontosságát, a párbeszéd szükségességét a kölcsönös megértés jegyében, és elhatárolódik a terrorizmus minden fajtájától.

## Országok szerint
1. Maldív-szigetek 100% (főleg szunnita)[127]
2. Mauritánia 100% (főleg szunnita)

Muszlim népesség az országok százalékaban (2014)

3. Szaúd-Arábia 100%-nak jelentett§ (90–95% szunnita, 5–10% síita)[7]
4. Törökország 99,8% (75% szunnita, 25% síita)[128]
5. Szomália 99,8% (főleg szunnita)[129]
6. Afganisztán ~99%[130] (főleg szunnita, 20% síita)[131]
7. Jemen 99,1% (99,9%) (53% szunnita, 47% síita [132])
8. Marokkó 98,7% (főleg szunnita)
9. Algéria 98,3%[133] (főleg szunnita)
10. Irán 98% (főleg síita)[134]
11. Tunézia 98% (főleg szunnita)
12. Comore-szigetek 98% (főleg szunnita)[135]
13. Pakisztán 97%[136] (85% szunnita, 15% síita)[137]
14. Szudán 97%[138] (főleg szunnita)
15. Líbia 96,6% (99%)[139] (szunnita)
16. Irak 95% (főleg síita)[140]
17. Kuvait 95% (főleg szunnita)[141]
18. Dzsibuti 94% (főleg szunnita)[142]
19. Niger 93% (főleg szunnita)[143]
20. Azerbajdzsán 91,6%[144] (főleg síita)[145]
21. Banglades 89,4% (szunnita)[146]
22. Egyiptom 89,3% (szunnita)[147]
23. Indonézia 87,18% (99% Sunni)[148]
24. Bahrein 79%[149] (főleg síita)[132]
25. Malajzia 61,30% (főleg szunnita).[150]

§ Megjegyzés: Szaúd-Arábia nem rögzít más vallási meggyőződést a népszámlálásában, így az iszlámra vonatkozó adat magasabb lehet, mint a tényleges.

### Magyar nyelven
- Magyarországi Muszlimok Egyháza. (Hozzáférés: 2010. január 1.)
- Magyar muszlimok az iszlámról. (Hozzáférés: 2010. január 1.)
- Magyar Iszlám Közösség. (Hozzáférés: 2010. január 1.)
- Az Iszlám magyar oldala]. [2018. január 12-i dátummal az eredetiből archiválva]. (Hozzáférés: 2010. január 1.)
- Az Iszlám. (Hozzáférés: 2015. szeptember 13.)
- Az Iszlám, muszlimok a karácsonyról (videó). YouTube. (Hozzáférés: 2015. szeptember 13.)
- Európa – Iszlám és kereszténység? Archiválva 2020. április 22-i dátummal a Wayback Machine-ben Asztali beszélgetések… – Béres Tamás és Sulok Zoltán disputája. Moderátor: Galambos Ádám (2019)
- Az iszlám kihívás, In: Tillmann J.A.:Az eseményhorizonton túl. Terek, kultúrák, távlatok, Typotex Kiadó, 2018
- Somodi Zoltán Politikai Iszlám Tanulmányok Központja: Az iszlám doktrína ismérvei. magyaridok.hu
- Abdul'aziz bin Baz. Az iszlám öt pillére. Miskolc: Aluakf Iszlám Alapítvány
- An-Nawawij. Negyven hagyomány, Az iszlám alapvető tanításai, Mohamed próféta leghíresebb mondásai. Budapest: Palatinus-Könyvek Kft. (1998). ISBN 963-912-741-8
- Cahen, Clode. Az iszlám a kezdetektől az Oszmán Birodalom létrejöttéig (1989). ISBN 963 282 246 3
- Darwish, Ahmed Kamil H.. Mi az iszlám?. Budapest: Dar-Alsalam Magyar Iszlám Jótékonysági Alapítvány (2000)
- D. Egyed Edit, Molnár József. Az iszlám művészete. Budapest: Gondolat Kiadó (1959)
- Germanus Gyula. Kelet varázsa. Budapest: Magvető (1984). ISBN 963140093X
- Germanus Gyula. Allah Akbar!. Budapest: Szépirodalmi Könyvkiadó (1984). ISBN 9631525244
- Girardet, Edward; Frederick Simpich, Harvey Arden, William S. Ellis. Iszlám. Budapest: Geographia Kiadó (2002). ISBN 963-8624-21-3
- Goldziher, Ignác. Az iszlám kultúrája 1-2. (1981)
- Goldziher, Ignác. Az arabok és az iszlám I-II., Válogatott tanulmányok. Budapest: Magyar Tudományos Akadémia (1995). ISBN 963-7302-92-1
- Goldziher, Ignác. A buddhizmus hatása az iszlámra/Aus dem Tagebuch 1900. Kaposvár: Shark Print (2000). ISBN 963-85993-4-0
- szerk.: Hahn István, Puskás Ildikó: Korán ford.: Simon Róbert:. Budapest: Helikon [1923 (Kairó, kúfai számozású)] (1987). ISBN 963-207-822-5
- Kmoskó, Mihály. Az iszlám keletkezése. Budapest: Magyar Szemle Társaság (1929)
- Lings, Martin. Az iszlám prófétája. Salam Alapítvány (2003). ISBN 963-2122-95-X
- Maróth, Miklós. Az iszlám. Budapest: Változó Világ (2007)
- Abu Al A'la Al Mawdoudi. Iszlám életmód. Iszlám Kultúráért Egyesület (2001). ISBN 963-04-6633-3
- Szayyid Abu-l-a'lá Mawdudi. Az iszlám alapelvei, Világnézet és élet az iszlámban. I.I.F.S.O Diákszervezetek Nemzetközi Iszlám Szövetsége. ISBN 963-00-1528-5
- Mirza Gulam Ahmad. Az Iszlám tanításainak filozófiája. Budapest: Új Palatinus-Könyvesház Kft. (2002). ISBN 963-9380-50-4
- Muhammad. Kinyilatkoztatások a Prófétáról. Riyadh: World Assembly of Muslim Youth
- Nicholson, Reynold A.. Az Iszlám misztikája. Budapest: Farkas Lőrinc Imre Könyvkiadó (1997). ISBN 963-731-037-1
- Rogers, Michael. A Hódító Iszlám. Budapest: Helikon (1981). ISBN 963 207 519 6
- Rostoványi, Zsolt. Mit kell tudni az iszlámról?. Budapest: Kossuth Könyvkiadó (1983). ISBN 963-09-2302-5
- Picaza, María Victoria Chico Picaza. Bizánc/Az iszlám. Budapest: Magyar Könyvklub (2000). ISBN 963-547-080-0
- Randall Price. Amerika, Izrael és a radikális iszlám. Budapest: Új Spirit Könyvek (2002). ISBN 963-7453-80-6
- Simon, Róbert. Az iszlám keletkezése. Budapest: Gondolat (1967)
- Simon, Róbert. A korán világa. Budapest: Helikon (1987). ISBN 963 207 7903
- Simon, Róbert. Iszlám kulturális lexikon. Budapest: Corvina (2009). ISBN 978-963-13-5788-2
- Tibi, Bassam; Rostoványi, Zsolt (Szerk.). Keresztes háború és dzsihád. Budapest: Corvina Kft. (2003). ISBN 963-13-5238-2
- Ulfat Aziz Al-Samad. Az iszlám és a kereszténység. Riyadh: International Islamic Federation of Student Organizations
- Montgomery William Watt. Az Iszlám rövid története (2000. július 10.). ISBN 963 7803 17 3
- Wilkinson, Philip. Az iszlám, Hitvilág, kultúra és történelem. Budapest: Park (2003). ISBN 963-530-651-2

### Idegen nyelven
- Az Iszlám Nyugat-Európában (német és angol nyelven). wwwuser.gwdg.de . Martin Riexinger. [2010. november 5-i dátummal az eredetiből archiválva]. (Hozzáférés: 2010. január 1.)
- Brown, Daniel W. A New Introduction to Islam (angol nyelven). Oxford: Wiley John + Sons (2009). ISBN 978-1-4051-5807-7
- John L. Esposito. Islam: the straight path (angol nyelven). New York: Oxford University Press (1998). ISBN 0-19-511233-4
- Spencer, Robert. The Politically Incorrect Guide to Islam (angol nyelven). Washington: Regnery Publishing (2005). ISBN 978-0-89526-013-0
- Bernard Lewis. The Crisis of Islam: Holy War and Unholy Terror (angol nyelven). Random House (2004). ISBN 978-0-8129-6785-2
- John L. Esposito. Who Speaks For Islam?: What a Billion Muslims Really Think (angol nyelven). Gallup Press (2008). ISBN 978-1-59562-017-0
- Richard Suskind. The Sword of the Prophet, The Story of the Moslem Empire (angol nyelven). New York: Grosset & Dunlap (1972)
- Tariq Mustafa Abbara. Pillars of Islam and Iman (angol nyelven). Thaqafah: Dar Al (1987)
- Alfred Guillaume. Islam (angol nyelven). Harmondsworth: Penguin Books Ltd (1982 Sorozatcím: Pelican Book). ISBN 0-140-203-11-7
- Ustaz Iljas Ismail. Fundamental Teachings of Islam (angol nyelven)
- Benjamin Jokisch: Islamisches Recht in Theorie und Praxis, Analyse einiger kaufrechtlicher Fatwas von Taqī'd-Dīn Aḥmad b. Taymiyya, In: Islamkundliche Untersuchungen, Band 196., Schwarz, Berlin , 1996, ISBN 3-87997-248-6, (Zugleich Dissertation an der Universität Hamburg 1994)